# F-22 (航空機)
F-22 ラプター
F-22A
- 用途：制空戦闘機
- 分類：戦闘機
- 製造者：
ロッキード・マーティン
ボーイング
- 運用者： アメリカ合衆国（アメリカ空軍）
- 初飛行：
YF-22：1990年9月30日
F-22A：1997年9月7日
- 生産数：195機（内8機は試験機)[1]
- 生産開始：
1993年（EMD試験機）
2001年（第1期低率初期生産型）
- 運用開始：2005年12月15日
- 運用状況：現役
- ユニットコスト：1億5,000万USドル[2]

F-22は、ロッキード・マーティンとボーイングが共同開発した、レーダーや赤外線探知装置などからの隠密性が極めて高いステルス戦闘機。愛称は猛禽類を意味するラプター (Raptor)。空戦による戦闘空域の制圧を任務とする制空戦闘機として、開発元のロッキード・マーティンはAir Dominance (航空支配) というフレーズを使用している。試作段階での名称はYF-22 ライトニングII (Lightning II)で、この時の愛称はF-35に引き継がれた他、スーパースター (Superstar)という別の愛称で呼ばれる事もあった。

## 概要

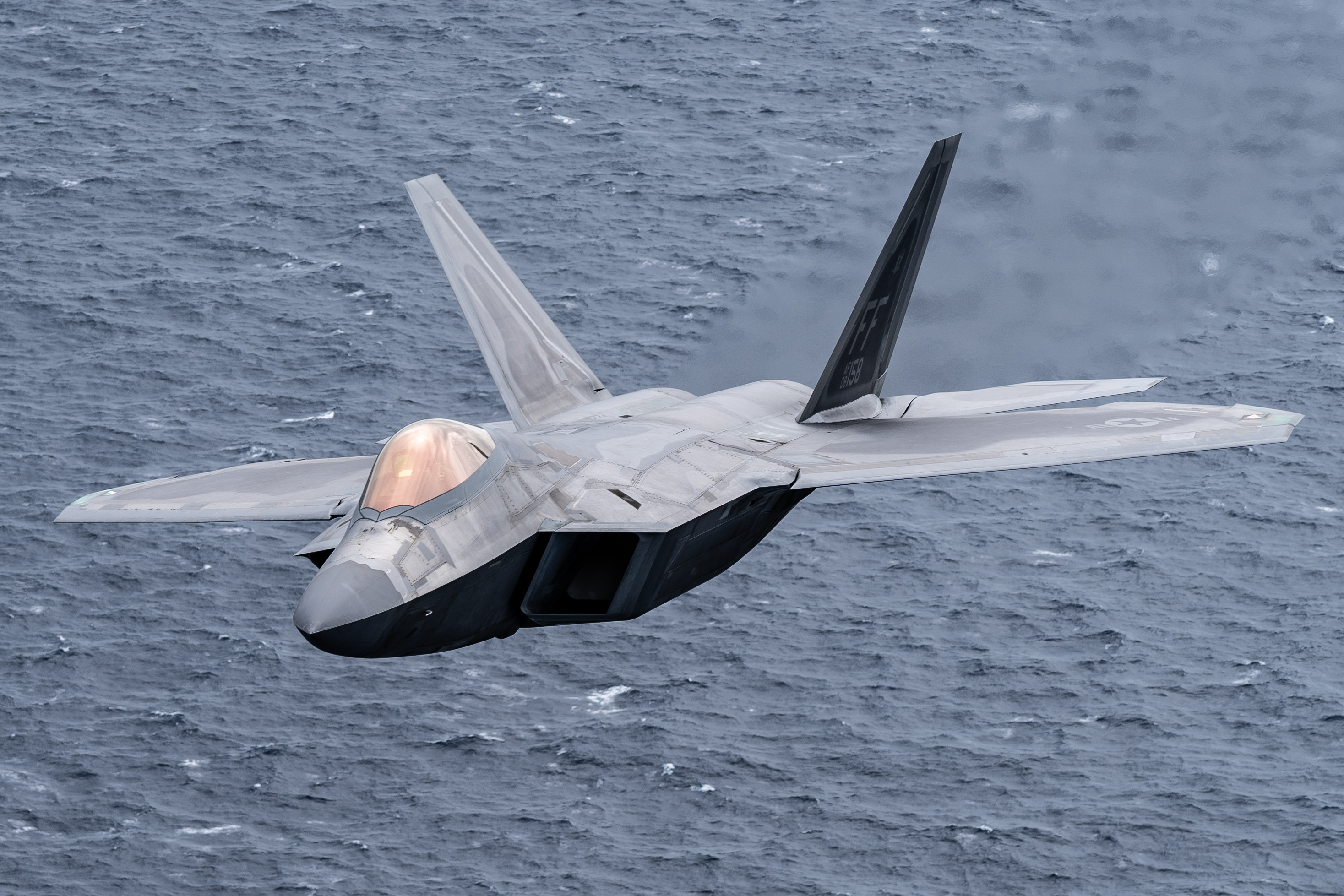
F-22A

アメリカ空軍のF-15C/D戦闘機の後継機として、ロッキード・マーティンが先進戦術戦闘機計画 (ATF) に基づき開発した、第5世代ジェット戦闘機に分類される世界初のステルス戦闘機。兵装の機内搭載などによるステルス性やミリタリー推力での超音速巡航能力を有し、それらの性能の高さなどから、世界最高クラスの戦闘能力を持つとされる。
同空軍が運用するF-15Eと同じくマルチロール機に分類されるが、ステルス性能の高さを優先したため対地兵装の搭載能力は限定的である。ステルス性を生かした対空装備の無力化や、空戦能力側に振り切った能力から、先代のF-15の航空優勢を超えた戦域全体の支配を目指す航空支配戦闘機と言える。
冷戦下に開発が行われ、アメリカ空軍の試算では1996年から調達して最終的には750機の配備を予定していた。しかし開発の遅れや冷戦の終結に伴って機種転換訓練向けに2003年から配備が開始、実戦部隊が運用を開始したのは2005年12月となった。最終的な装備機数は187機 (試作機のYF-22も含めると197機) で、一機当たりのコストは約1億5,000万ドルに達する。
当初は転換訓練などのための複座型としてF-22Bを生産する予定だったが、予算の縮小や地上シミュレータで完全に代替可能とされたため生産されていない。また、F-22をベースとした派生型の開発も計画されていたが、コスト高などから実現していない。冷戦終結後の国防予算削減政策に加えアメリカ合衆国の財政悪化やコストの高騰、さらに2007年の世界金融危機も重なったことから、2009年度の調達分により当初予定を大きく繰り上げて生産終了が決定した。最終号機である195号機は2011年末にロールアウトし、2012年5月2日に引き渡された。

## 開発経緯

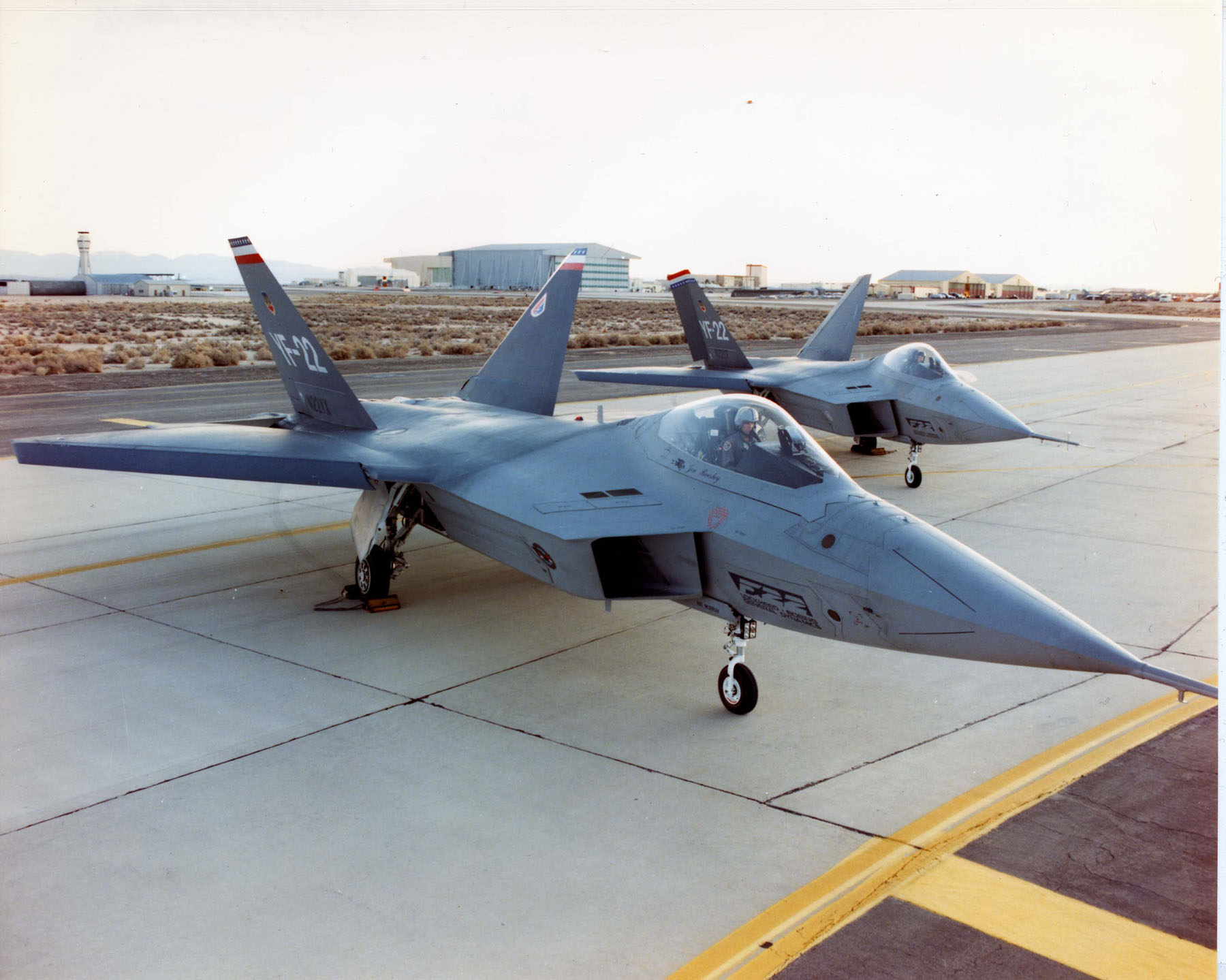
YF-22の1号機及び2号機

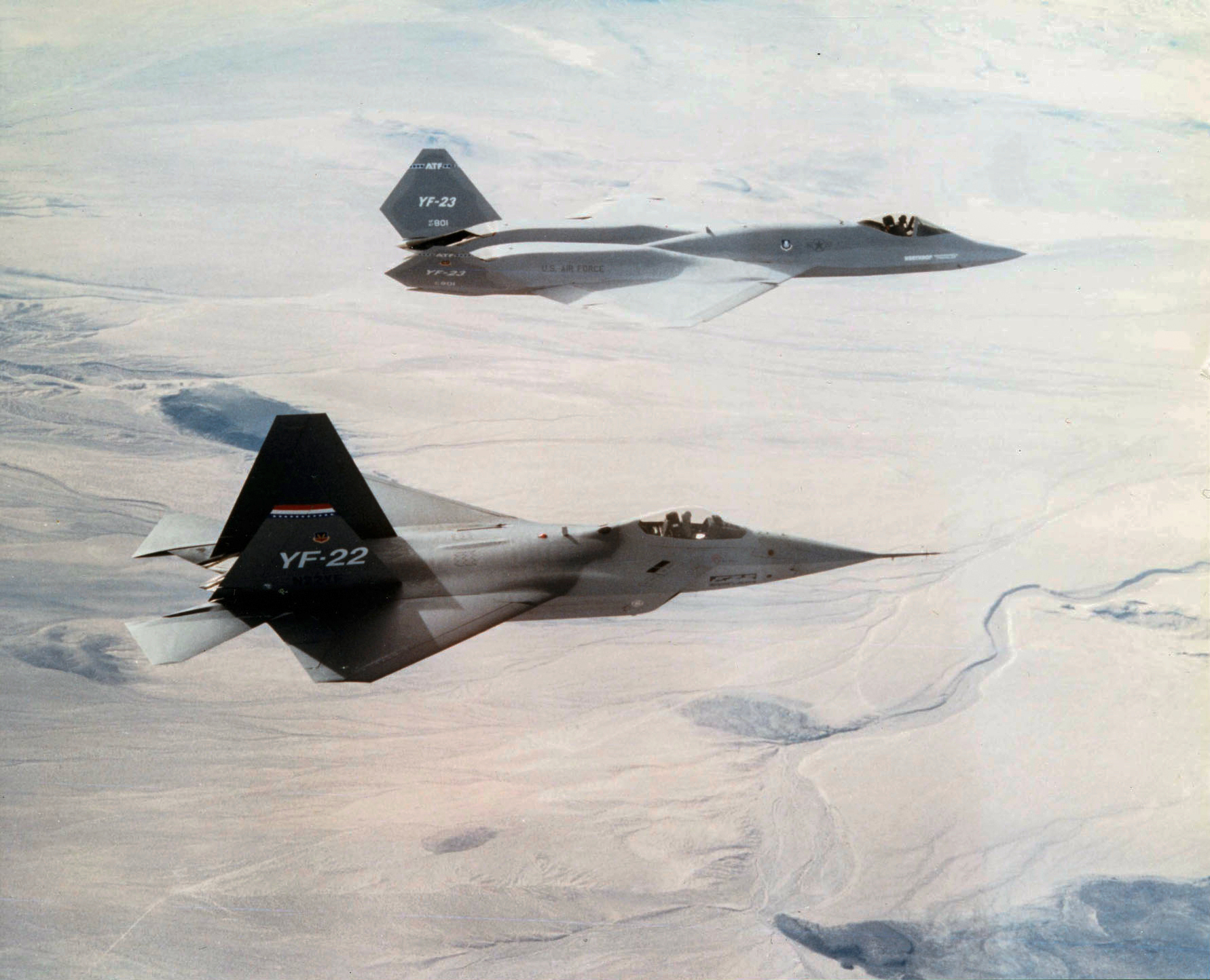
YF-23と共に

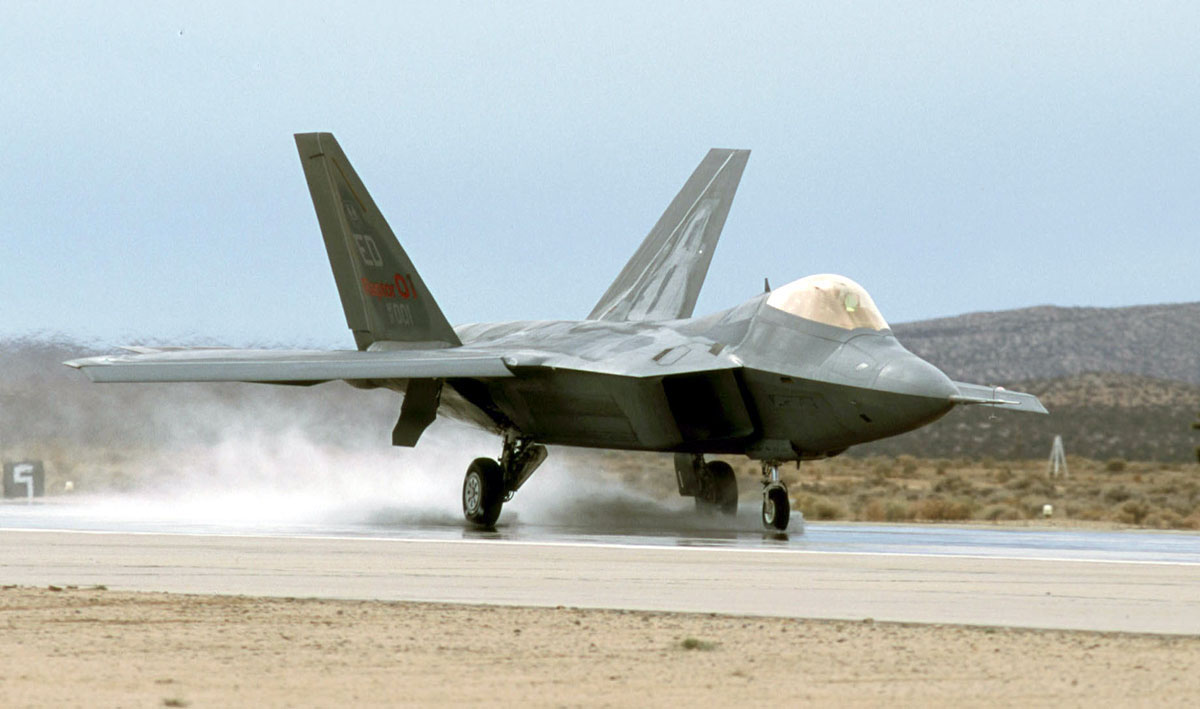
量産型1号機

アメリカ空軍は1985年10月にアメリカ国内の航空機メーカー7社に対して要求したATF (先進戦術戦闘機) のコンセプト案から1986年7月にロッキードとノースロップの2案を選定し、実機開発を5社2チームへ発注。ロッキードのチームはYF-22、ノースロップのチームはYF-23をそれぞれ2機ずつ製造した。
搭載エンジンについても競争試作を行いプラット・アンド・ホイットニーのYF119-PW-100とゼネラル・エレクトリックのYF120-GE-100を開発した。
評価試験は2種の試作機と2種のエンジンの組み合わせからなる4機で進められ、1991年に評価の詳細を非公開としたまま、YF-22とYF119-PW-100の組み合わせで正式採用を決定した。YF-22およびYF-23の4機の試作機、及びYF119とYF120両エンジンの開発には、約38億ドルの費用が費やされた。
F-22の選定後、1991年8月にロッキードは先行量産型開発の契約を受け単座量産型と複座量産型の設計作業を開始した。製作された2機の試作機も量産機開発のために引き続き投入され、試作1号機は技術立証機となった。2号機はエドワーズ空軍基地で同年10月23日から飛行試験を開始したものの、1992年4月に飛行試験中の墜落事故で主翼と尾翼を一部破損し火災を起こした (パイロットは無事だった)。
1992年6月に終了した単座・複座量産型の設計作業ではエアブレーキの廃止や空中給油機能の追加、各部の寸法変更が行われた。基本レイアウトの変更はないものの主翼後退角を48°から42°に変更され、それに合わせ水平尾翼の後退角も42°となった。また垂直尾翼も外側に28°傾け、各翼の面積や形状も変更された。
1993年4月の先行量産型1号機の製造開始時点で、冷戦の終結による国防費の削減やアメリカ軍全体の再編等の影響から調達数は750機から648機へ削減された。
1994年3月には実物大モックアップによる試験でRCS値の目標未達成が判明し、原因となったパネルの形状が変更された。
1995年2月に量産機の組み立て作業が承認、先行機を使用したエンジンや電子装類などの確認作業と並行しての組み立てが進められ、1997年4月9日に量産型1号機がロールアウトした。この間にも、モックアップの製作まで行われた複座型のF-22Bの導入中止 や451機への調達機数の削減など、導入計画の縮小が進んだ。

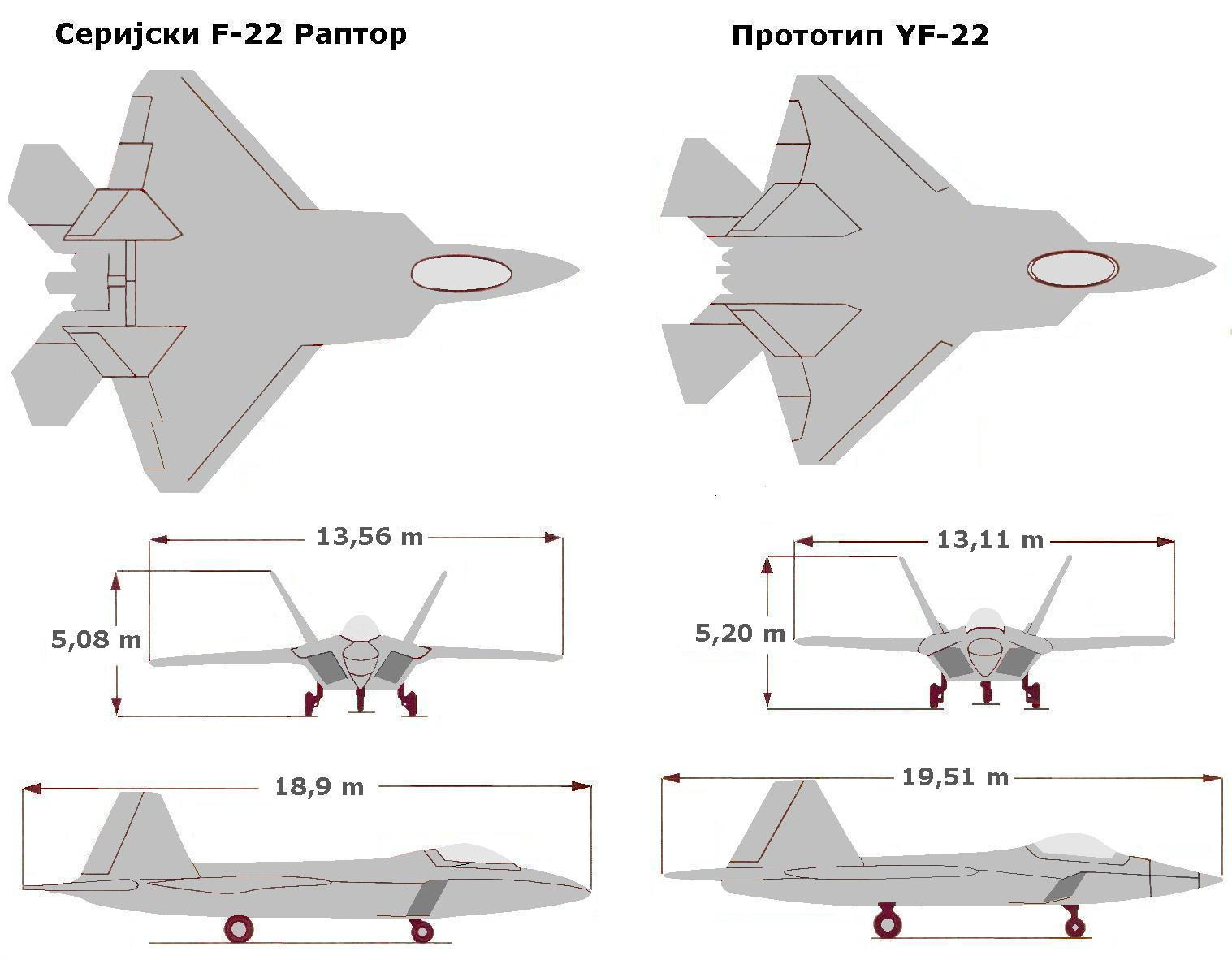
YF-22とF-22の形状の差異
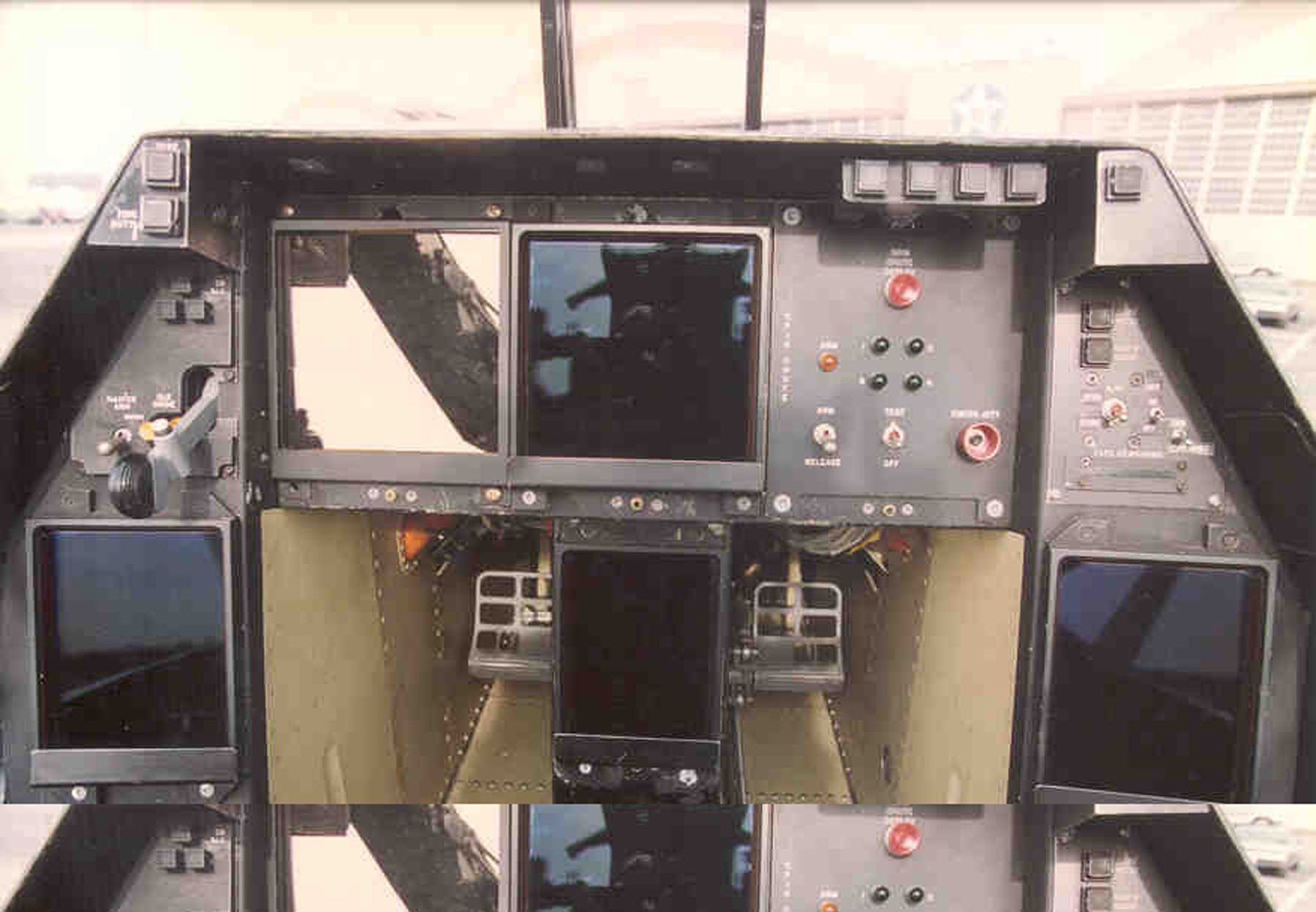
YF-22のコックピット

## 設計と性能
F-22は「ステルス性が高いこと」「アフターバーナー無しでスーパークルーズができること」「STOL(短距離離着陸)が可能なこと」という3つのSの要求通りの性能を持っている。
ステルス性を高めることで相手レーダーの探知距離を相対的に短くし、相手に発見される前に相手を発見、視程外射程からミサイルで攻撃する戦法が可能になり、ドッグファイトに持ち込まれる可能性は低いとされている。開発元のロッキードマーチン社では｢先制発見･先制攻撃･先制撃破 (First Look･First Shoot･First Kill)｣と呼んでいる。さらに約1,000mという短距離での離陸を可能としている。(離陸距離に関しては、滑走開始から数百mで離陸する映像が公開されている。)

### 基本構造

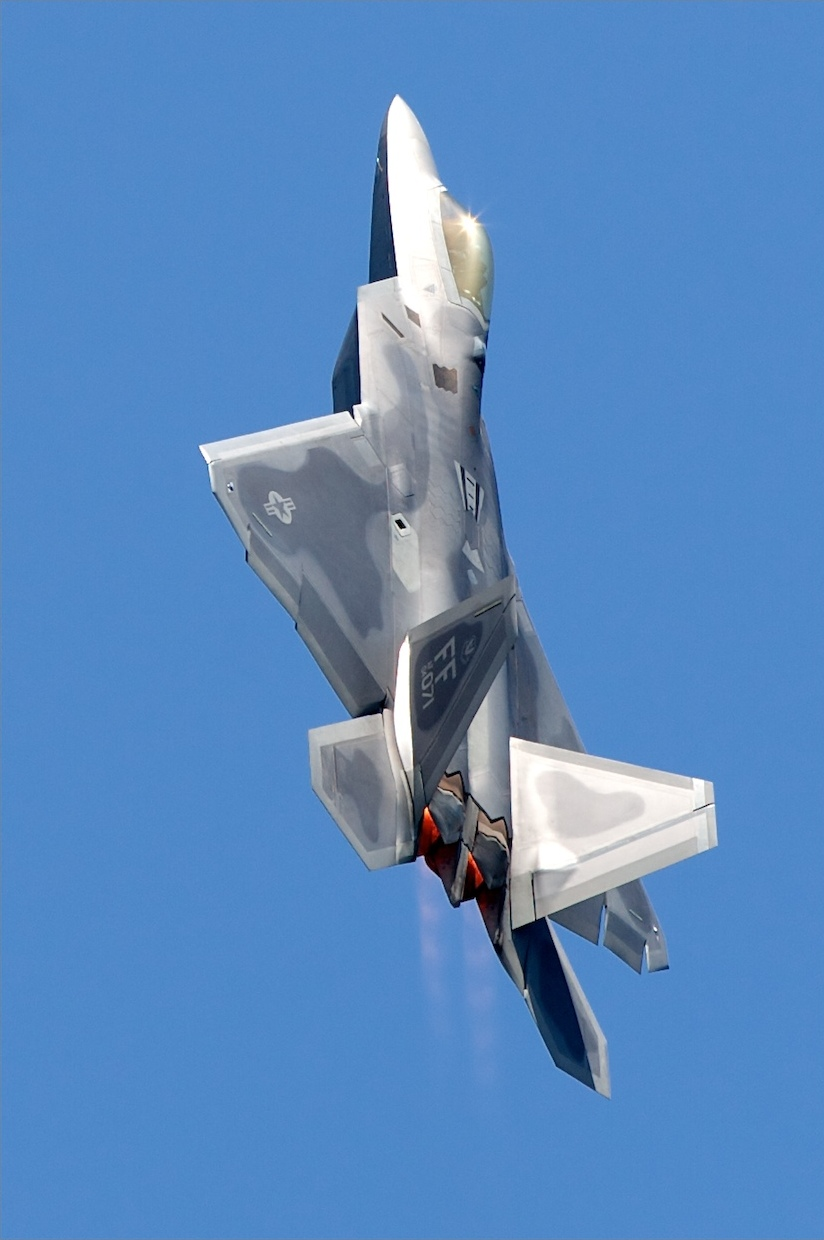
アンドルーズ空軍基地で、その上昇力を披露するF-22（2008年）

一般的なセミモノコック構造を採用し、素材別の機体重量比はチタニウム6-4 36%、熱硬化性複合素材24%、アルミニウム16%、鋼鉄6%、チタニウム6-22-22 3%、熱可塑性材料1%、その他15%となっている。
F-22ではF-117やB-2などと比較して、より高度な全方位ステルス設計となっている。レーダー探知を可能な限り避けるため、RAM (レーダー波吸収素材) の使用だけでなく、吸収しきれなかったレーダー波を内部反射と減衰を繰り返して吸収するRAS (レーダー波吸収構造) も採用している。機体表面にはRAMを含んだ塗料が用いられ、レーダー波は熱へと変換され、これもレーダー反射断面積を低減させる。
またキャノピー全周や機体外板の継ぎ目、胴体側面、胴体下面の兵器庫扉の前後などを三角形を組み合わせた形状とすることでレーダー反射を特定の方向へ集中させるようになっており、レーダー反射断面積は0.001-0.01m2程度と推定されている。さらに吸気ダクト、コクピット、火器管制レーダーなどの電子機器、兵装プラットフォーム、エンジン排気システムなどに被発見性を低下させる工夫が盛り込まれている。
ストレーキの採用や主翼と水平尾翼の間に外側に傾けた垂直尾翼を配置するという機体構成は、F/A-18などに前例があり、ATF計画で対抗馬となったYF-23に比べて平凡な外形となった。しかし細かく見ると主翼は複雑な六角形を用いた変形デルタ翼で、前縁後退角は42度、後縁は17度の前進角となっており、さらに先端付近では42度となっている。前縁は3.25度の下反角が、主翼付け根部で0.5度、翼端で－3.1度の捻りがそれぞれ設けられており、前縁にはフラップ、後縁は補助翼(外側)とフラッペロン(内側)を装備している。照射されたレーダー波を特定方向に反射するために機体を構成する角度は可能な限り同一にされ、主翼の後縁の若干の前進角と垂直尾翼とエアインテーク部分についてもほぼ同角度の傾斜を持たせている。機体の平面と平面を繋ぐ曲面部分は「コンティニュアス・カーバチャー」と呼ばれる連続的な曲率を用いた形状とするなど、随所にステルス性向上のための高度な設計を施している。また1980年代以降の主流ともいえるカナード翼を採用しない設計も、ステルス性を優先した結果である。
水平尾翼は尾翼全体が可動する全遊動式で、垂直尾翼の方向舵は左右の方向舵を内側に向けることでエアブレーキとして機能する。これによりF-22ではYF-22の機体背部にあったエアブレーキが廃止された。また燃料タンクは機体前部、及び左右の主翼内部に備わっている。

キャノピーは厚さ9.5mmのポリカーボネートを2枚重ね合わせて成形されており、F-117と同じように酸化インジウムスズを蒸着コーティングすることでコックピット内部へのレーダー波の進入を防いでいる。
機体の部品点数は従来機に比べて非常に少なく、F-15Eの三分の一以下しかない。これは機体構造のフレームピッチが広くなり個々の部品が大型化したこと、ステルス性のために機体外板の継ぎ目を減らしたためで、これにより部品製作の工作機械への初期投資が大きくなっている。部品点数の少なさは量産時に生産効率を向上させるものの生産数の少なさから十分な効果は現れず、また生産設備コストが開発コストと並び機体単価の多くの割合を占めるに至っている。

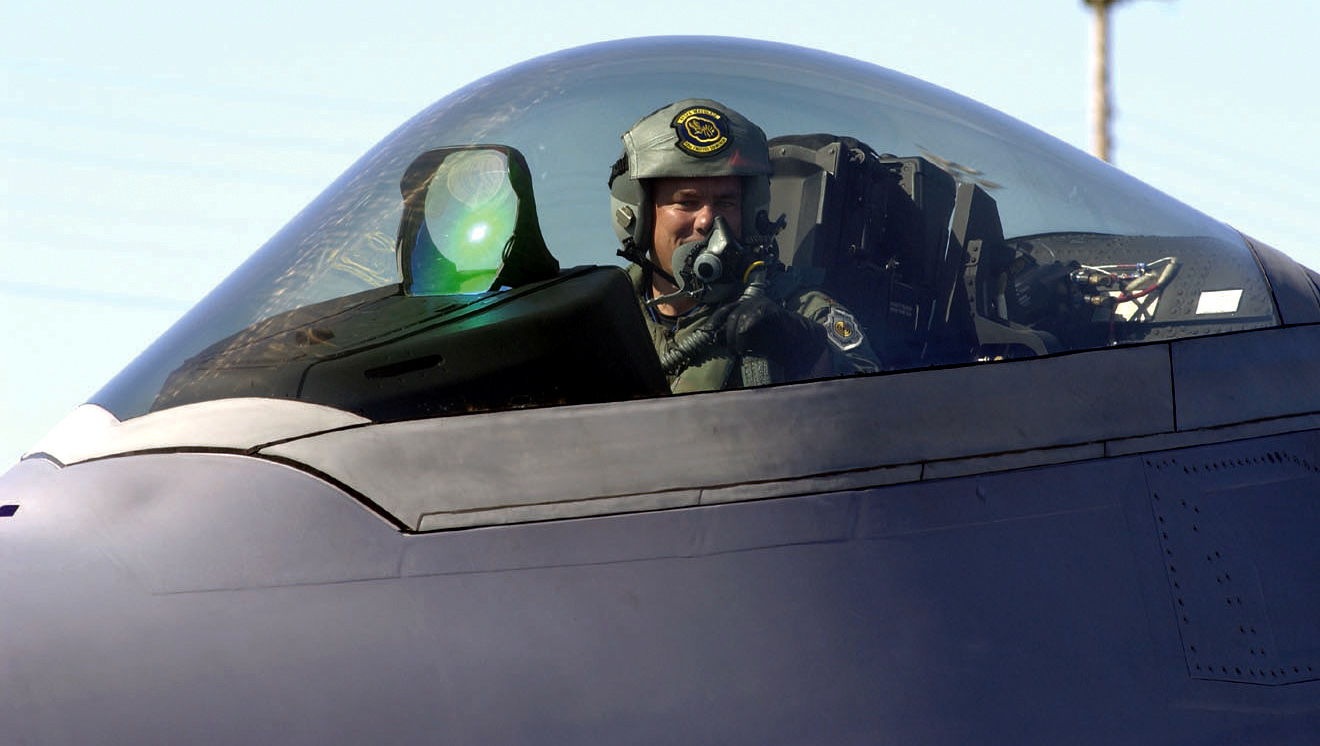
ステルス性を考慮したポリカーボネート製のキャノピー。
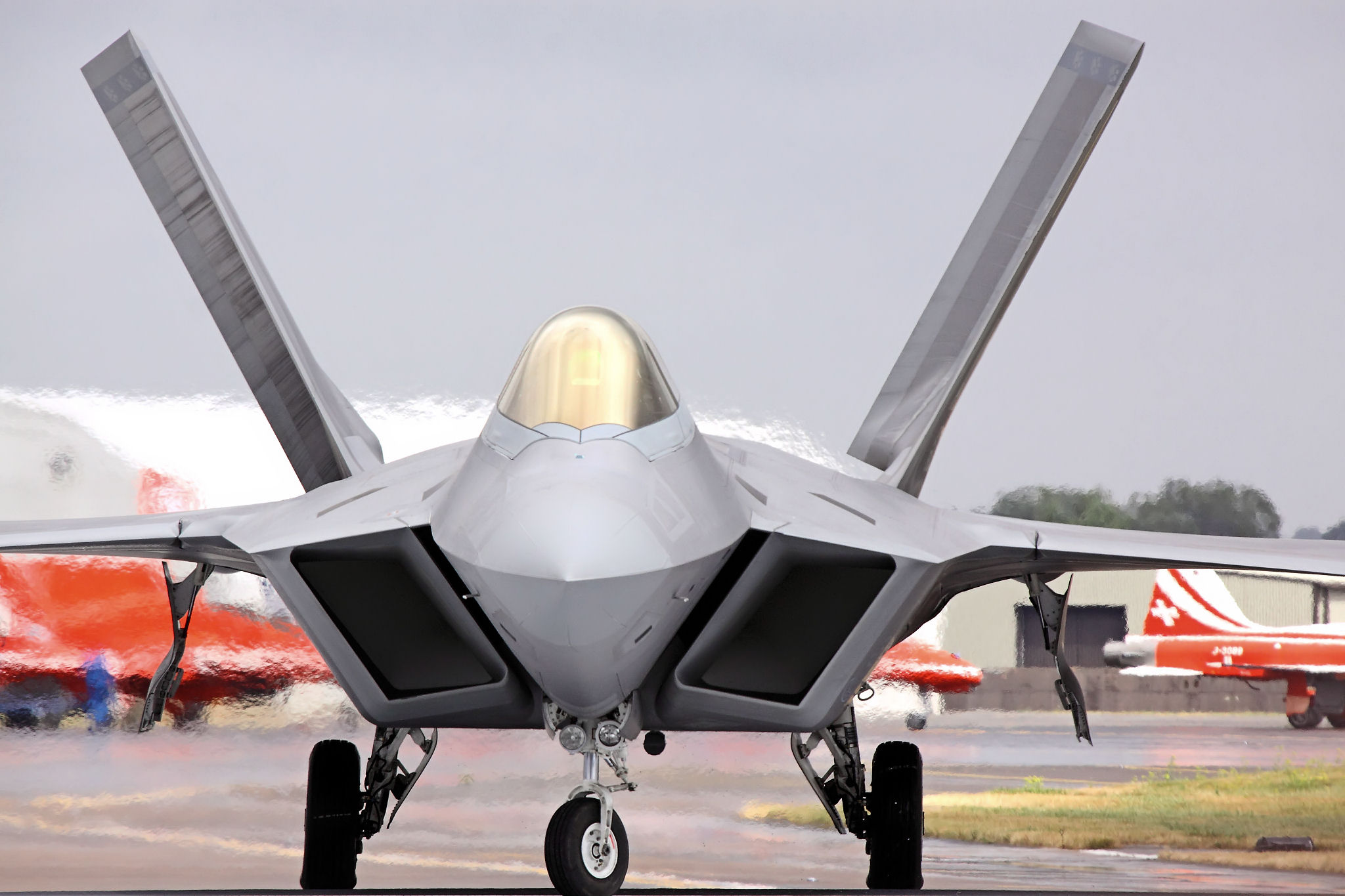
機体正面 エアインテークが垂直尾翼や機体背面と同角度になっている
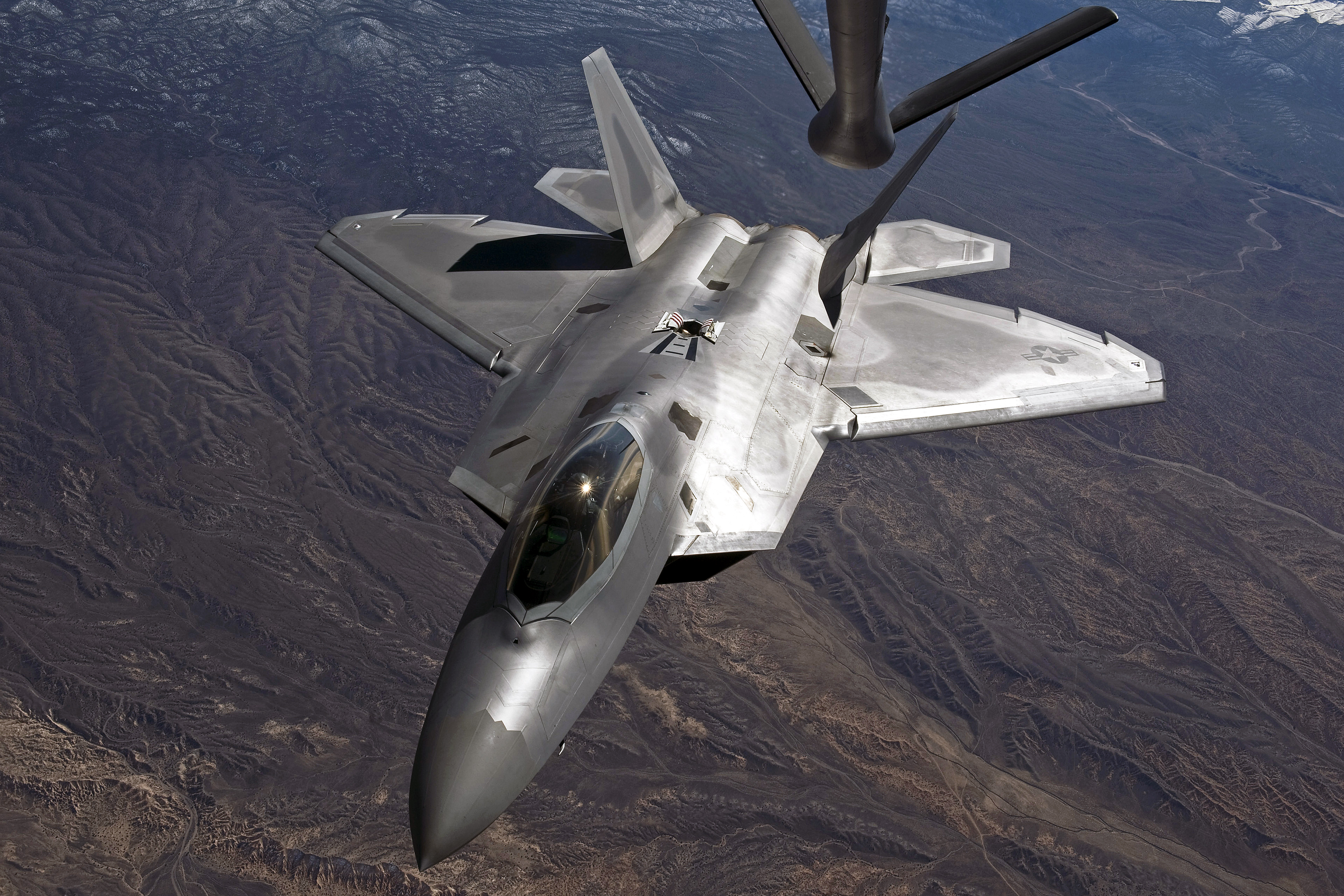
空中給油時のF-22 給油にはフライングブーム方式を採用している

### エンジン

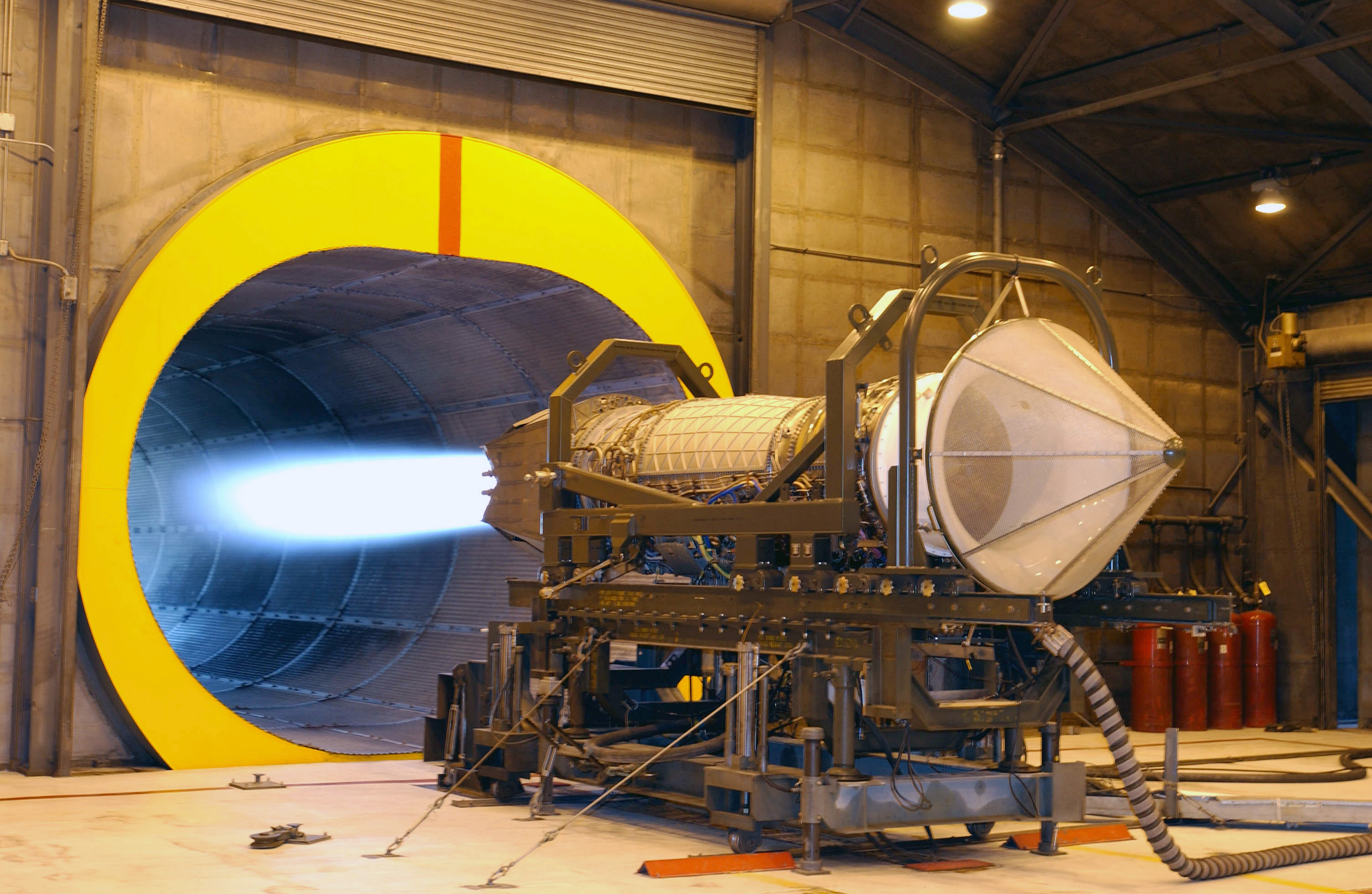
F119-PW-100

エンジンはプラット・アンド・ホイットニー製のF119-PW-100を2基搭載する。ミリタリー出力でスーパークルーズを実現するため、従来の低バイパスターボファンエンジンより更にバイパス比が小さくなっている。アフターバーナー使用時の最大推力は35,000lb (155.7kN) とされるが、未使用時のミリタリー最大推力は未公開である。スーパークルーズについてはアフターバーナー無しで最大巡航速度マッハ1.58となっているが、マッハ1.7まで到達したという発表もある。短時間で大量の燃料を消費するアフターバーナーを使用しないスーパークルーズは、従来の戦闘機以上に長時間の高機動飛行を行うことが可能にすると同時に、赤外線放出量を抑えて赤外線誘導型のミサイル追尾を避ける効果もある。
常用高度4万フィートでのスーパークルーズという、方向舵や昇降舵の効果の低い超音速域や大気密度の低い高高度飛行時に運動性を確保することを目的として、F-15 S/MTDの実験で開発された上下方向に±20度まで推力軸を変化できる二次元式の推力偏向ノズルを採用している。これは速度や主翼の迎え角と関係なく機体をピッチ制御するものであり、低速または大きな迎え角での飛行時では水平安定板の効力が低下するため、その際のピッチ操縦において使用される。推力偏向ノズルを低速・低高度域でも積極的に使用して機動性向上させているロシア製戦闘機とは主目的が異なるため、複雑な作動をするロシア製の推力偏向ノズルに比べて非常にシンプルな構造となっている。ノズル自体には耐熱セラミックとマトリックス製の電波吸収材が使用されており、形状も平板でエンジンからの排気ガスを素早く拡散できるようになっている。操作系統は通常のフライ･バイ･ワイヤの操縦ソフトウェアに組込まれており、パイロットは推力偏向のための特別な操作を行う必要はない。そのため遷音速域でもF-15を上回る旋回性能を発揮し、パイロットの技量に頼らず高い格闘戦性能を誇る。
遠心力は速度の二乗に比例し半径に反比例するため、超音速域での旋回では容易に高い遠心力を生じる。そのためパイロットの体を保護する新型の耐GスーツCE-ATAGS (COMBAT EDGE and Advanced Technology G Suit) が機体と併せて開発された。

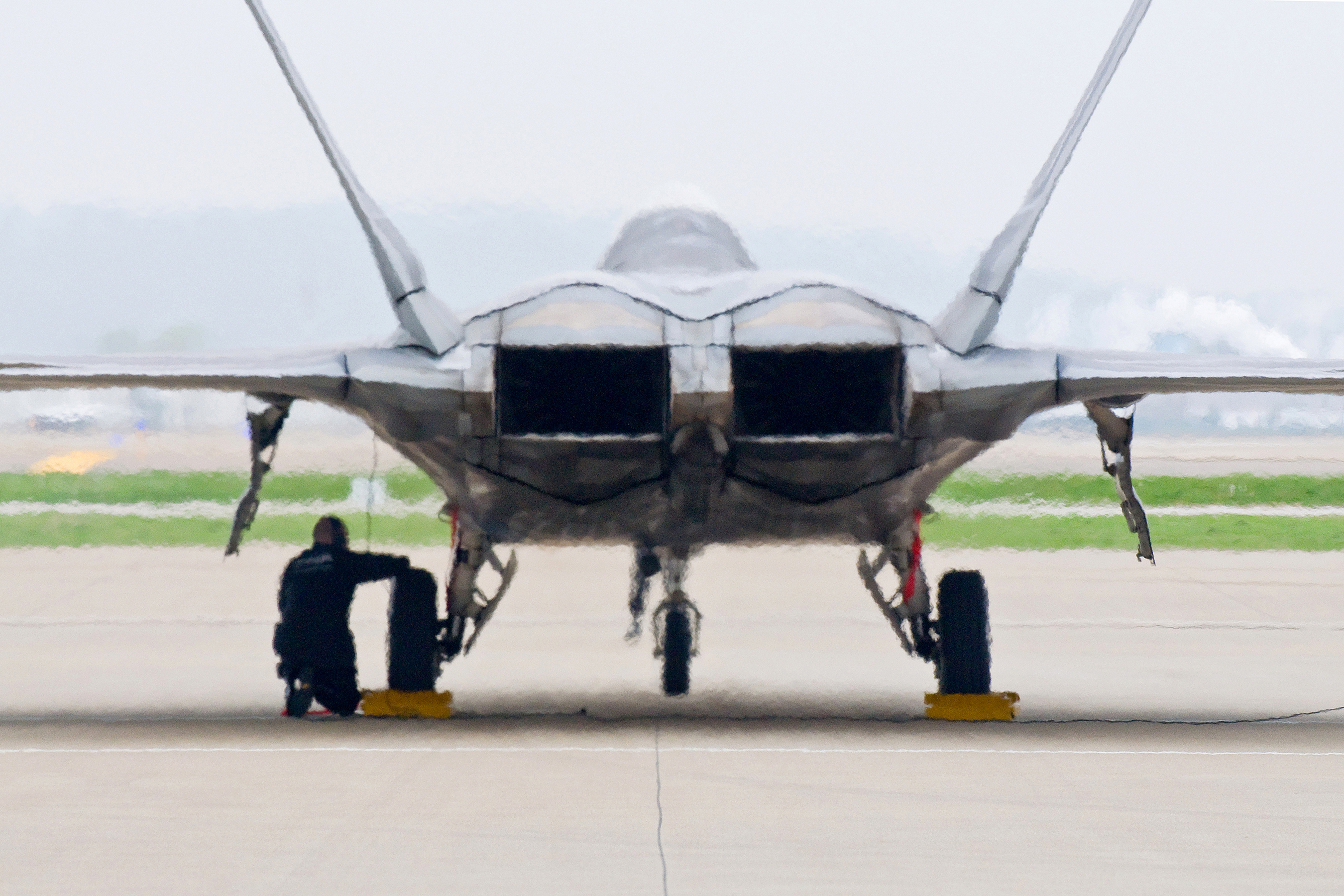
後部から見た推力偏向ノズル、ノズル形状は平板となっている
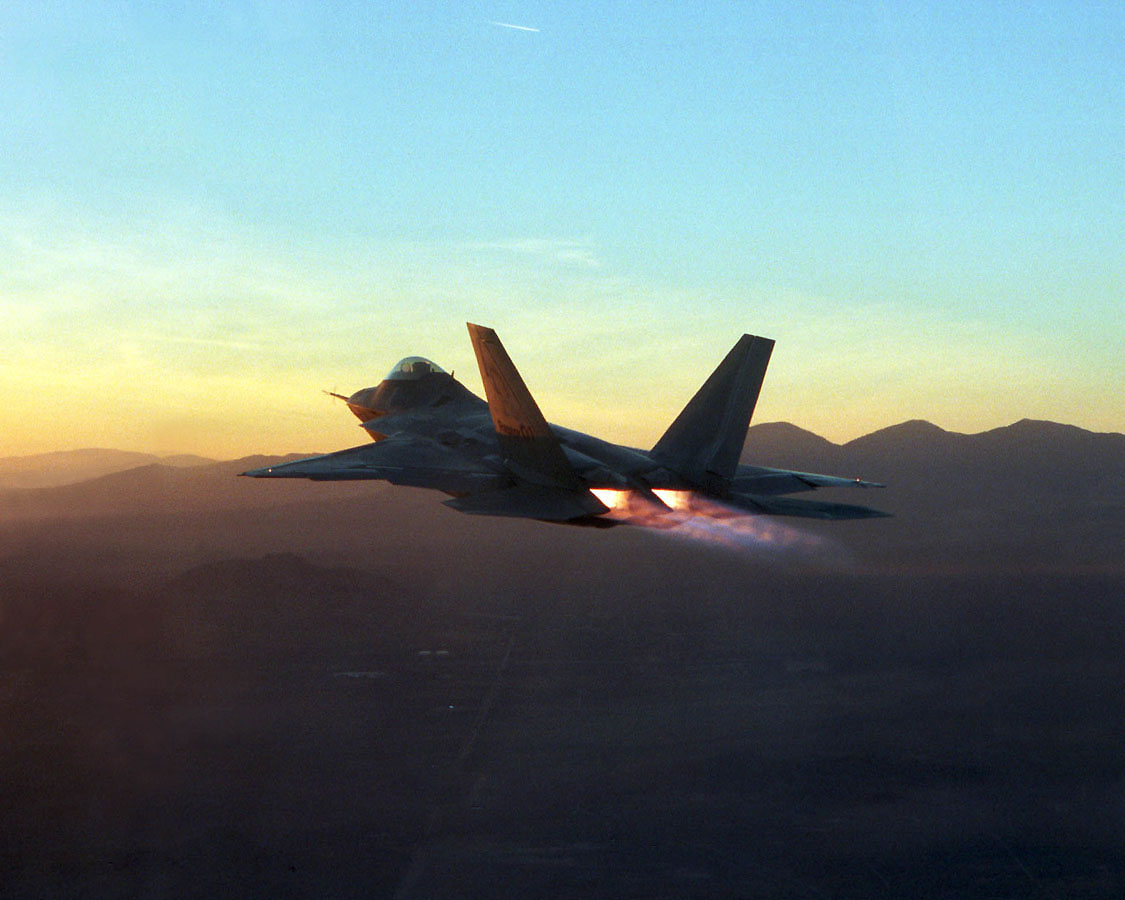
アフターバーナーを使用するF-22

### アビオニクス
アクティブ・フェーズド・アレイ（APA）方式のAN/APG-77を火器管制用レーダーとして機首に搭載している。レーダー自体はステルス性とは相容れないものであるが、APA方式は電波の横漏れ（サイドロープ）が少なく電磁輻射を低く抑えることで、従来の機械走査式レーダーに比べて自己の位置を暴露しにくい。また、周波数拡散技術により特定周波数での出力が低く抑えられたLPI（低被探知）レーダーとなっており、また、約250km先の目標を探知できる能力と多様なモードとの組み合わせにより、広いレーダー視野、長い捜索･追跡距離能力、信頼性を持っており、「ファーストルック・ファーストショット(先に見つけて、先に撃つ)」の最重要要素となっている。また、レーダーが探知した目標の種類を特定して、その情報を三次元で画像化することも可能とされている。対電子妨害能力を有しており、広い周波数帯の妨害電波を全方位に発信するが、新しいタイプでは、目標が使用しているレーダーの周波数帯に合わせた妨害電波を発信することが可能となっている。また、相手の発するレーダーや通信電波を逆探知して方向を解析するESM（Electronic Support Measures）を備えている。
電子戦システムは、レーダー警戒機能とミサイル発射探知機能を有しており、無線周波数警戒および妨害とミサイル発射探知機能などを持つAN/ALR-94電子戦サブシステムとフレアーを納めるAN/ALE-52フレアー･ディスペンサーで構成されている。AN/ALR-94は、広い周波数帯でのレーダー電波を受信する装置であり、機体各所に埋め込まれた30個以上の探知用のアンテナにより、機体全周360度の探知や監視能力を持っている。また、460km以上先から発信されるレーダー電波を探知することが可能とされているが、詳細は不明である。
電子機器はリスク分散のため複数搭載されており、電子機器モジュールには列線交換ユニットの採用により整備性を高めている。また、電子機器の冷却には、空気を機外から取り込んでから放出する方式では、超音速飛行時において冷却用の空気を取り込むことが難しいのと熱の帯びた冷却用の空気が赤外線で探知されるため、ECS (環境制御システム) により冷却用の空気を内部循環させる方式としている。飛行操縦系統には3重のフライ・バイ・ワイヤ（FBW）を使用しており、パイロットがオーバーGを起こすような操縦をしても、機体の動きを止めて自動的に飛行可能領域内に戻すことができる自動構造荷重制限機能や推進装置（ジェット･エンジン）の制御機能を統合した機体管理システム（VMS）を備えており、飛行姿勢の安定性は高い。また、パイロットがブラックアウト・レッドアウトを起こしたり、平衡感覚が狂ったりした場合には、操縦桿を離すことで機体を自動的に水平状態に復帰させる機能もある。
F-22の電子機器システムは2基のCIP (共通統合プロセッサー) により制御され、それぞれ各サブシステムと光ファイバーのデータバスで繋がっている。CIPは1基に付き66のモジュールスロットがあり、それが2基装備されている。CIPは同一のバックプレーンを持ち、F-22の処理要件はすべて7種類のプロセッサのみで処理可能である。CIPモジュールは自動再プログラミング機能を有しており、電子機能のいずれかをエミュレートする能力を持つ。例えば無線機能のCIPモジュールが死ぬと、他のモジュールの1つが自動的にそれを引き継ぐようになっている。処理能力は700MIPS (毎秒7億回の命令を実行可能)。現在、CIP1の66スロットのうち19スロットとCIP2の66スロットの22スロットは使用されておらず、また各モジュールは設計によってその機能の75％に制限されている。そのため将来的にそれらを使用することで更なる性能を向上が可能で30％の拡張性があり、最大で2000MIPSまで処理能力を引き上げることができる。また既存機器の変更を必要としないCIP3のためのスペース、電力、冷却システムの準備がされており200％まで機能を拡張することも可能である。
ネットワーク機能の充実も大きな特徴である。CNIシステムと呼ばれており、IFDL (飛行内データ・リンク)、JTIDS (統合戦術情報分配システム) 、MK XⅡ敵味方識別装置で構成されている。飛行中のF-22は互いにIFDLで戦術情報を交換、連携して戦闘行動を取ることができる。また索敵範囲外の敵機・友軍機の情報をJTIDSを使用することで、他のF-22飛行隊や早期警戒管制機、レーダーサイト、イージス艦、陸上の小隊の端末、司令部やアメリカ国防総省などの広域データリンク網から情報を受信できる。このような自機のレーダー波に頼らず外部からの情報で位置確認や索敵を行う能力により、高いステルス性が発揮される。
より高性能な双方向データリンクMADLの搭載計画もあったが取り消されたため、現状では他機種や他軍種の部隊とのデータリンク接続能力は無い。
アビオニクスのソフトウェアは1983年にMIL規格となったアメリカ国防総省の標準高等言語であるAdaで開発された。開発規模は実装のソフトウェア依存度が高まったことにより、F-15Aのソフトウェアの20万行（開発言語不明）に比べて220万行と激増した。ソフトウェアの内訳は航法28%、レーダー12%、電子戦14%、通信14%の四分野で全体の7割近くを占めている。またレーダーと電子戦装置だけで全体の消費電力の90%を占めている。
近年ではソフトウェア開発が開発全体に占める割合が激増しており、AIM-120でも数十万行 (開発言語は不明)、F-35では430万行を超えるソースコードが作成され、作業工数全体の40%以上を占めると言われている。一般的にソフトウェア開発規模の増大は要員増以外の効果的対策がないものの、ソフトウェア自体が機密指定されることから増員は難しく、開発コストを著しく押し上げる。開発コストは生産数を増やすことで機体単価に占める割合を押さえることが可能だが、調達機数は削減され続け、最終的に効果を得るほどの生産数を確保することが出来ないまま生産が終了した。

### コックピット

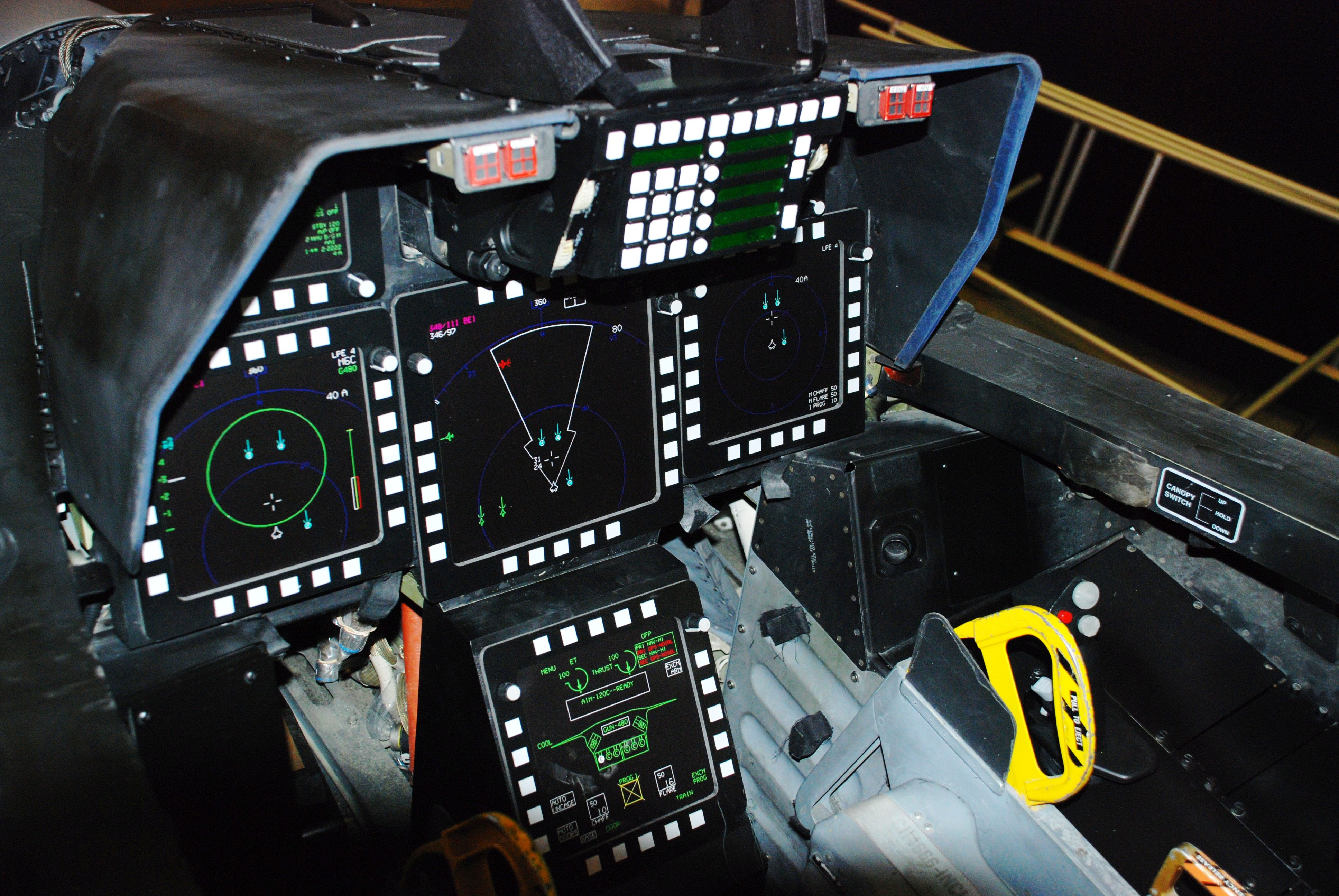
F-22Aのグラスコックピット

F-22 には、全デジタル飛行計器を備えたグラスコックピットがある。モノクロのヘッドアップディスプレイは広い視野を提供し、主要な飛行計器として機能する。情報は6つのカラー液晶ディスプレイ (LCD) パネルにも表示される。主要な飛行制御装置は、力感知サイドスティック コントローラーと1組のスロットルレバーである。アメリカ空軍は当初、直接音声入力 (DVI) 制御を実装したいと考えていたが、これは技術的にリスクが大きすぎると判断され、断念された。キャノピーの寸法は、長さ約140インチ、幅45インチ、高さ27インチ (355cm×115cm×69cm) で、重量は360ポンドである。キャノピーは、当初の設計では必要な800時間ではなく平均331時間しか持たなかったため、再設計された。
F-22は統合無線機能を備えており、信号処理システムは別個のハードウェアモジュールとしてではなく仮想化されている。統合制御パネル（英語: integrated control panel、略称ICP）は、通信、ナビゲーション、および自動操縦データを入力するためのキーパッドシステムである。ICPの周囲にある2個の3インチ×4インチ（7.6 cm×10.2 cm）の前方ディスプレイは、統合注意勧告/警告（英語: integrated caution advisory/warning、略称ICAW）データ、CNI（英語: communication/navigation/identification）データを表示するために使用され、冗長性のためのスタンバイ飛行計器グループおよび燃料量表示器としても機能する。スタンバイ飛行グループは、基本的な計器気象状態用に人工水平線を表示する。8インチ四方（20センチメートル四方）のプライマリマルチファンクションディスプレイ（英語: primary multi-function display、略称PMFD）はICPの下にあり、ナビゲーションと状況評価に使用される。戦術情報と物資管理のために、3個の6.25 インチ四方 (15.9センチメートル四方) の二次多機能ディスプレイがPMFDの周囲に配置されている。
射出座席は、USAF 航空機で一般的に使用されている ACES II のバージョンで、中央に射出制御装置が取り付けられている。F-22 には、機内酸素生成システム (OBOGS)、パイロット保護服、パイロットのマスクと服への流量と圧力を制御する呼吸調整器/耐G (breathing regulator/anti-gːBRAG) バルブなど、複雑な生命維持装置がある。飛行服は、先進技術耐Gスーツ（英語: Advanced Technology Anti-G Suit、略称ATAGS）プロジェクトで開発され、化学的/生物学的危険や冷水浸漬から保護し、高高度での重力と低圧に対抗し、熱緩和を提供する。一連の低酸素症関連の問題を受けて、生命維持装置は、自動バックアップ酸素システムと新しいフライトベストバルブを含むように改訂された。戦闘環境では、射出座席にはGAU-5/Aと呼ばれる改良型M4カービン銃が含まれる。

### 武装

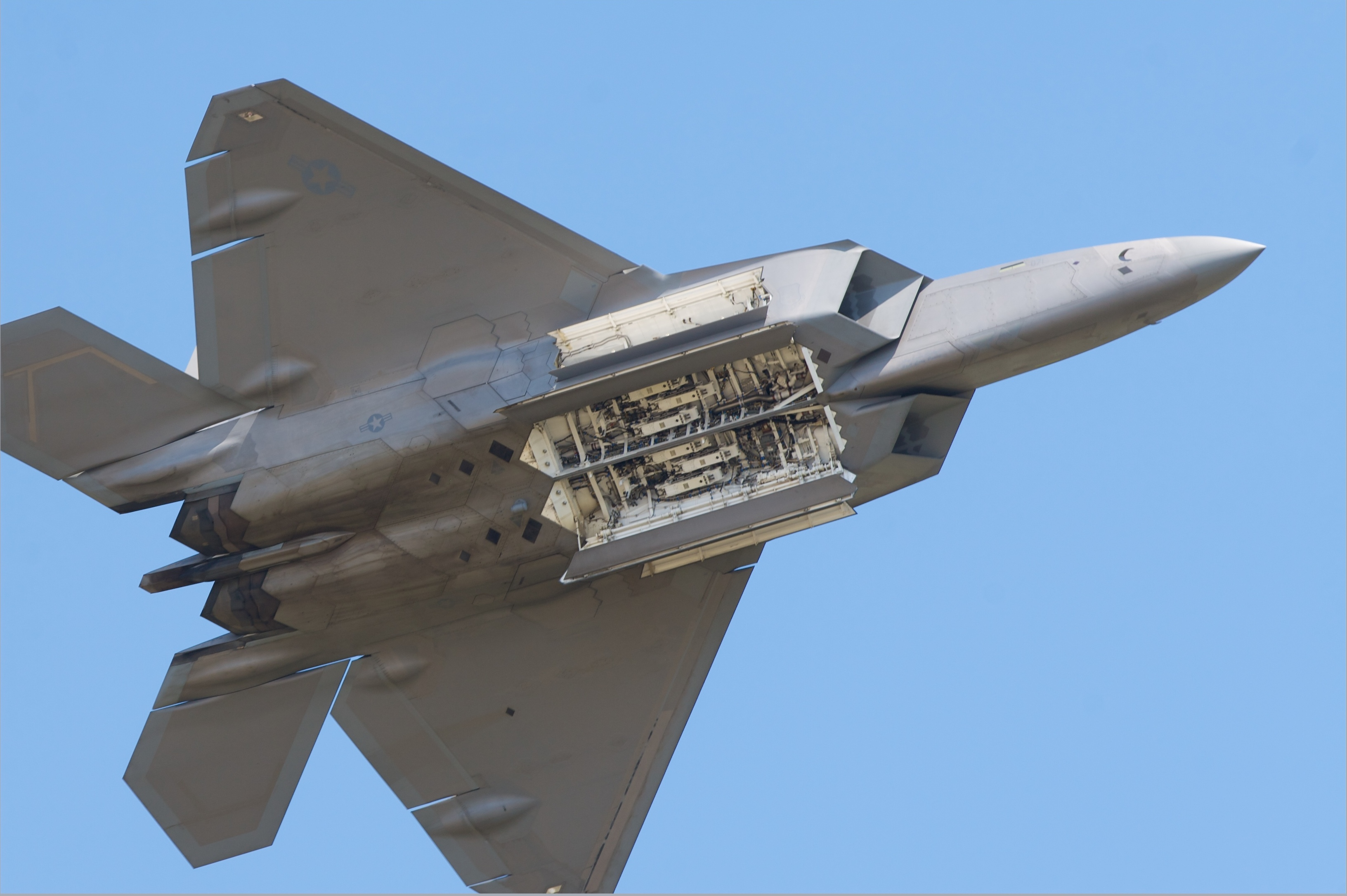
F-22の下面（兵器庫を開いた状態）

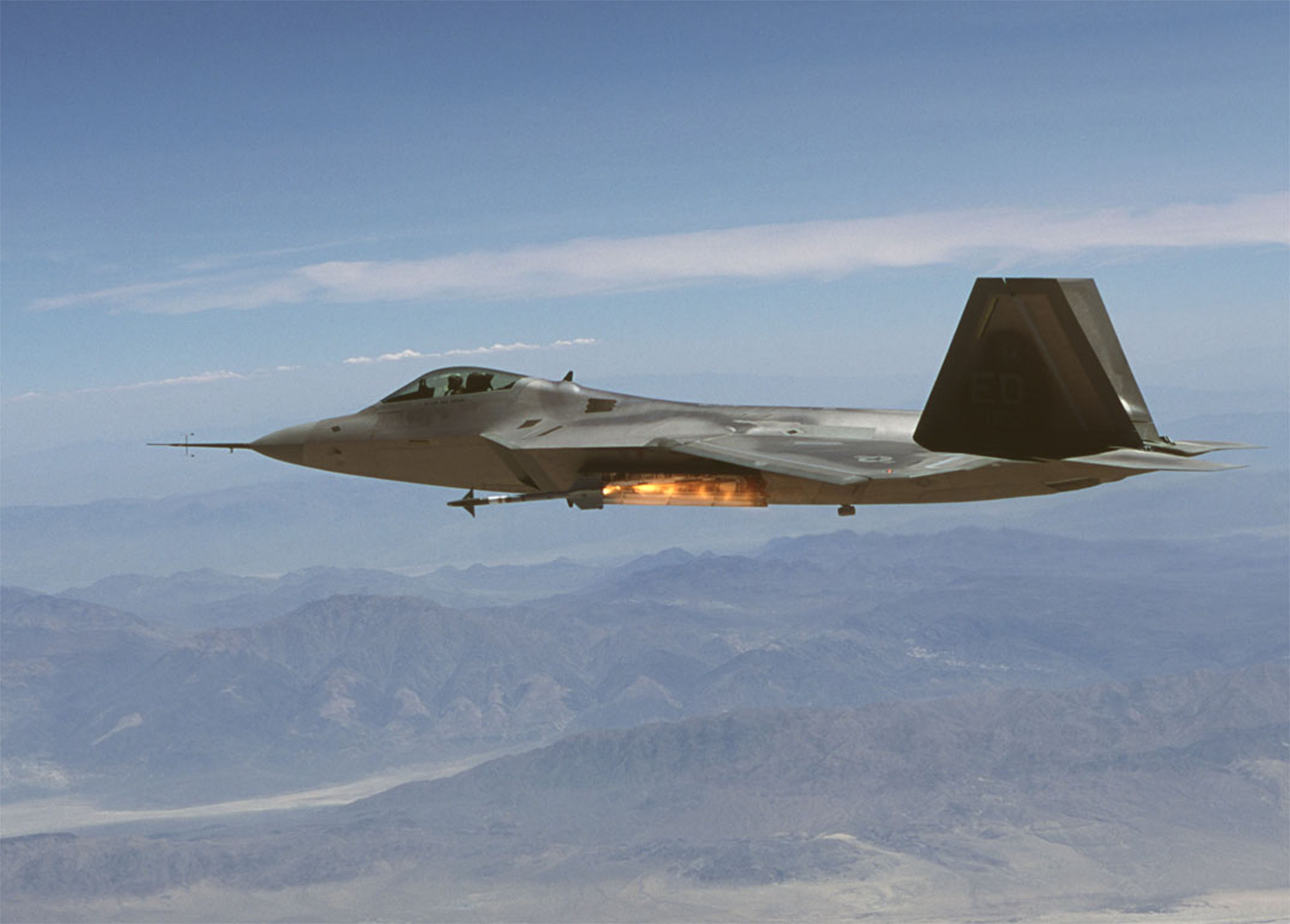
AIM-9M発射の瞬間

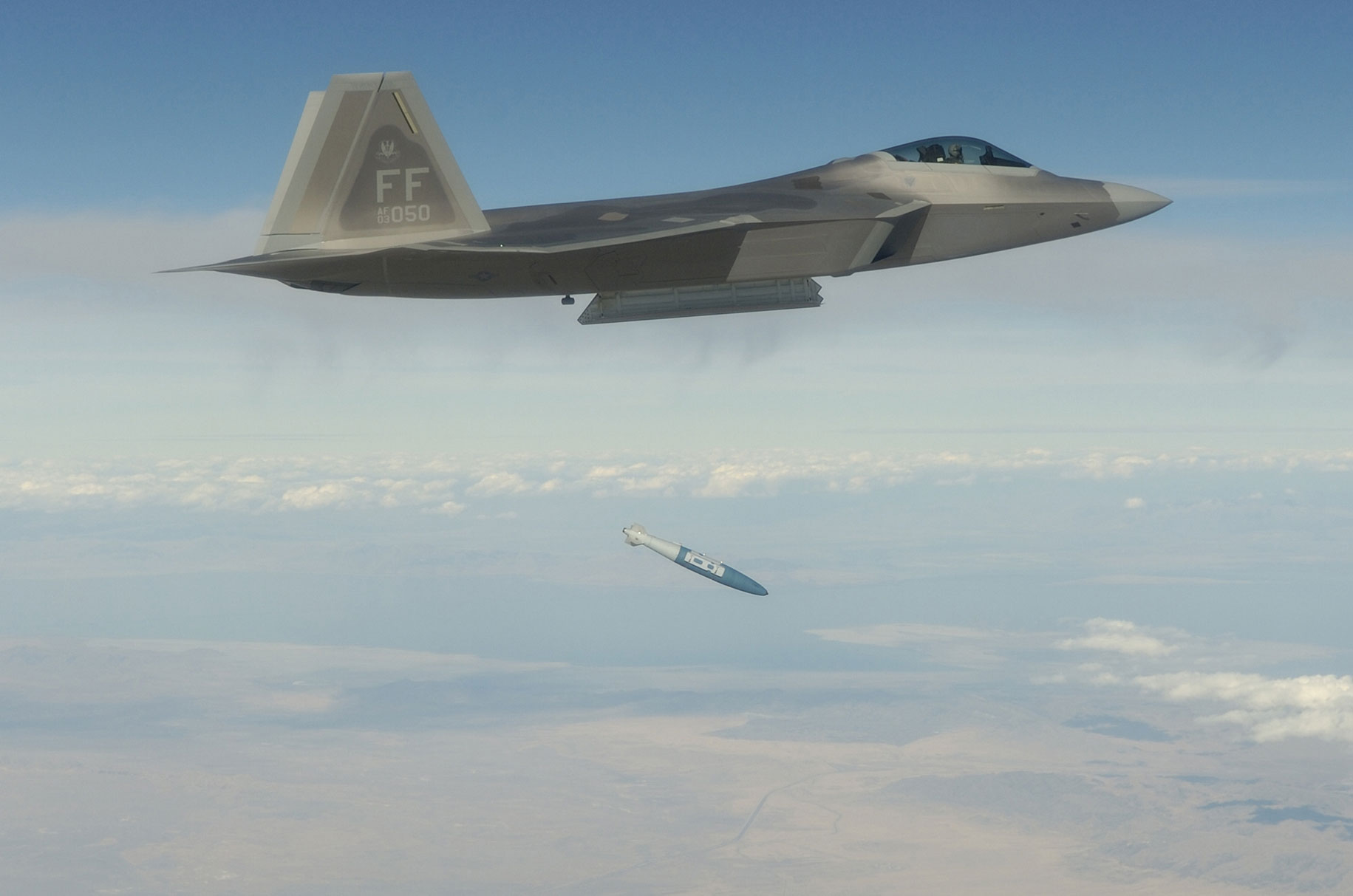
GBU-32を投下するラングレー空軍基地第27飛行隊所属機

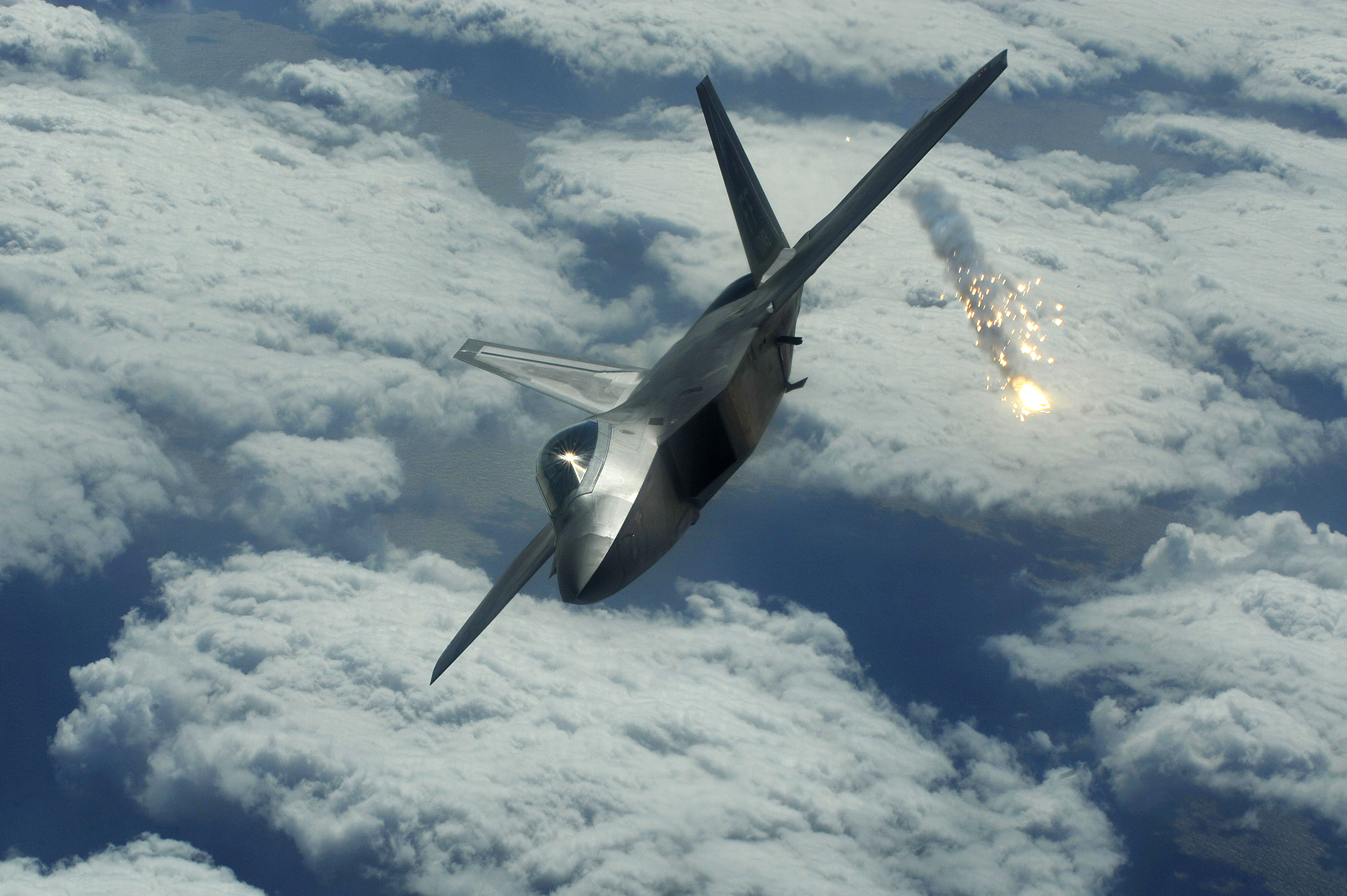
フレアを放出するラングレー空軍基地所属のF-22

固定武装としてゼネラル・エレクトリック社製のM61A1を軽量・長銃身化した改良型であるM61A2 機関砲（装弾数480発）を装備している。機関砲発射口はステルス性を考慮して発射時のみ展開するため、パイロットが引金を引いてから初弾が発射されるまでの時間差は若干増している。
またステルス性をフルに発揮する場合は、全兵装が胴体の下面1箇所と側面2箇所の計3箇所のウェポンベイに搭載される。これにより搭載量が減るものの、空気抵抗を減らすことができるというメリットもある。
下面ウェポンベイ内にはLAU-142/A AVEL(AMRAAM Vertical Eject Launcher)と呼ばれる空気圧式ランチャーが備わっており、兵装はウェポンベイ内で切り離して自由落下させるのではなく、このランチャーによってウェポンベイ内から機外へと放出される機構となっている。
左右側面2箇所の短距離空対空ミサイル専用のウェポンベイには、AIM-9M/Xを搭載する。しかし機体自体の旋回性能が卓越していることと、使用優先順位が低いなどの理由からAIM-9Xの搭載は見送られている。サイドワインダー使用時は扉を開きいてシーカーを機外に露出させる必要があり、ステルス性が著しく低下する。この際、サイドワインダーは斜め横を向いた状態にセットされる。サイドワインダー収容部後方には、発射時のブラスト(噴射炎)が機体に当たるのを防ぐため、ブラストを外に逃がすためのディフレクターが装備されている。
下面ウェポンベイには中距離空対空ミサイルAIM-120A/Bを4発、もしくはF-22用に翼とフィンを縮小したAIM-120Cを6発搭載する。ステルス性は低下するものの、主翼下には最大4発のAIM-9M/X、またはAIM-120A/B/Cを搭載可能。
AIM-120はINSによる中間誘導とアクティブ・レーダー・ホーミングによる撃ち放し能力(Fire-and-forget)を持ち、72km(AIM-120Cの場合)の射程を持つ。
F-22の短距離ミサイル2発と中距離ミサイル6発の計8発という構成は、双方共に4発の計8発だったF-15と比較し、遠距離からミサイルを発射して敵機を撃墜することに比重を置いていることが分かる。これはF-22自身の高いステルス性とレーダー、更に早期警戒管制機や僚機とのデータリンクにより「First look, first shot, first kill (先制発見、先制攻撃、先制撃破)」を意図した構成とされる。
F-22は、仮にステルス性が無く、敵機と対等な条件であったとしても、優位に戦うことが可能である。F-22は、マッハ1.8程度でのスーパークルーズが可能であり、これによりミサイル発射時の初速を大幅に向上させることができる。通常の戦闘機が亜音速（マッハ0.9以下）でミサイルを発射するのに対し、F-22はさらに高い速度域で発射できるため、ミサイルはより高い初速を得られ、結果的に滑空距離が大幅に伸びることになる。また、Ｆ-22は、非常に大きな主翼や水平尾翼、そして推力偏向ノズル付きの大推力エンジンがもたらす、空気の薄い高高度での飛行能力により、一般的な戦闘機の実用上昇限度を遥かに上回る18,000 ｍ以上の高度で作戦行動を行うことが可能である。この高度では空気抵抗が減少するため、ミサイルの滑空距離が、やはり劇的に向上することになる。こうした理由から、高い初速と低い空気抵抗によって、AIM-120の射程は大幅に延伸し、結果、他の戦闘機よりも撃破確率が高められているのである。F-22よりも後に開発されたF-35は、機動性や高高度性能については既存の戦闘機と同等レベルであるので、このような戦い方はできない。
空対地攻撃用にはGPS/INS誘導方式のJDAM GBU-32を搭載する。また、F-22のウェポンベイのサイズを考慮した小直径爆弾を開発中である。
なおステルス性を考慮しない運用の場合、翼下に600ガロンの燃料タンクを2本とミサイルを4発装備することができる。空対地装備として対レーダーミサイルのAGM-88、GBU-22の搭載も可能である。またフェリー飛行時には燃料タンク4本を装備した上に、燃料タンク吊下用パイロンの両側面に1発ずつ、計8発のAIM-120Cを取り付けて輸送することができる (機体の兵装として発射することはできない)。

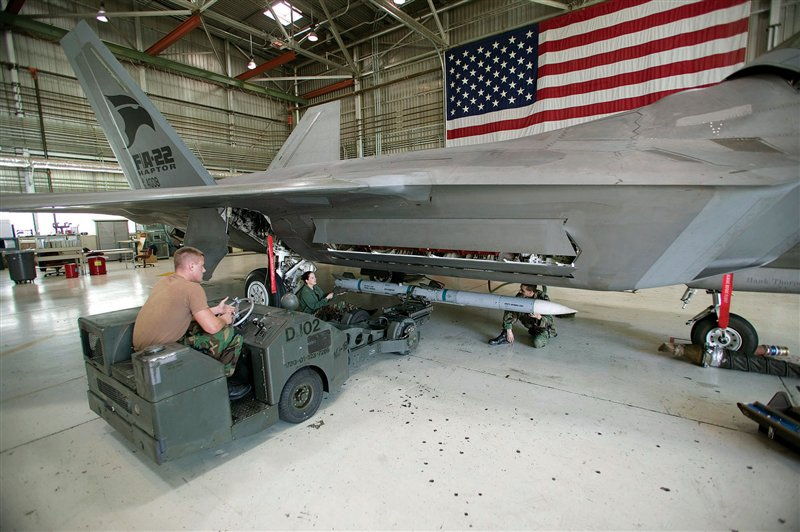
AIM-120を装備中のF-22
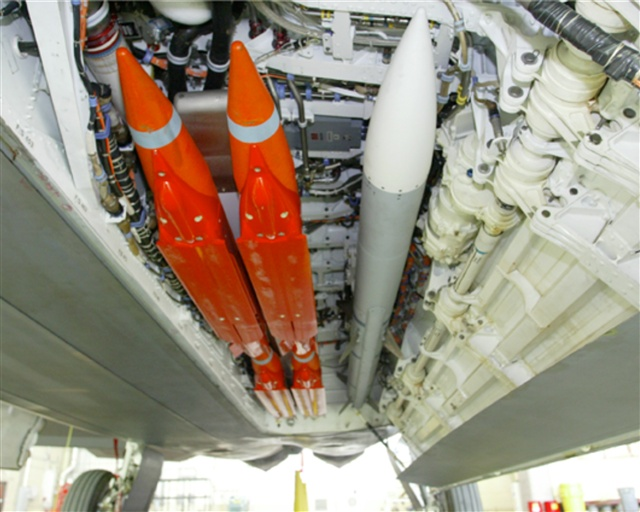
ウェポンベイ（兵器庫）に備わる4発のGBU-39Bと1発のAIM-120
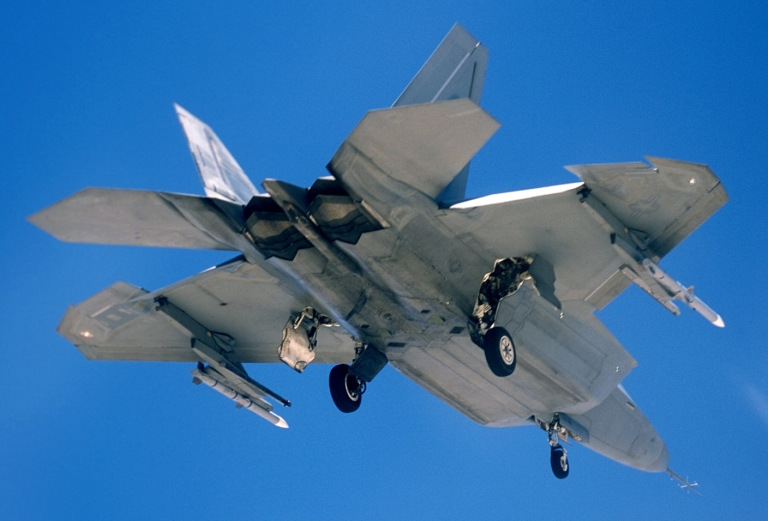
主翼下にAIM-120を搭載した場合、ステルス性は低下する

### 戦闘能力

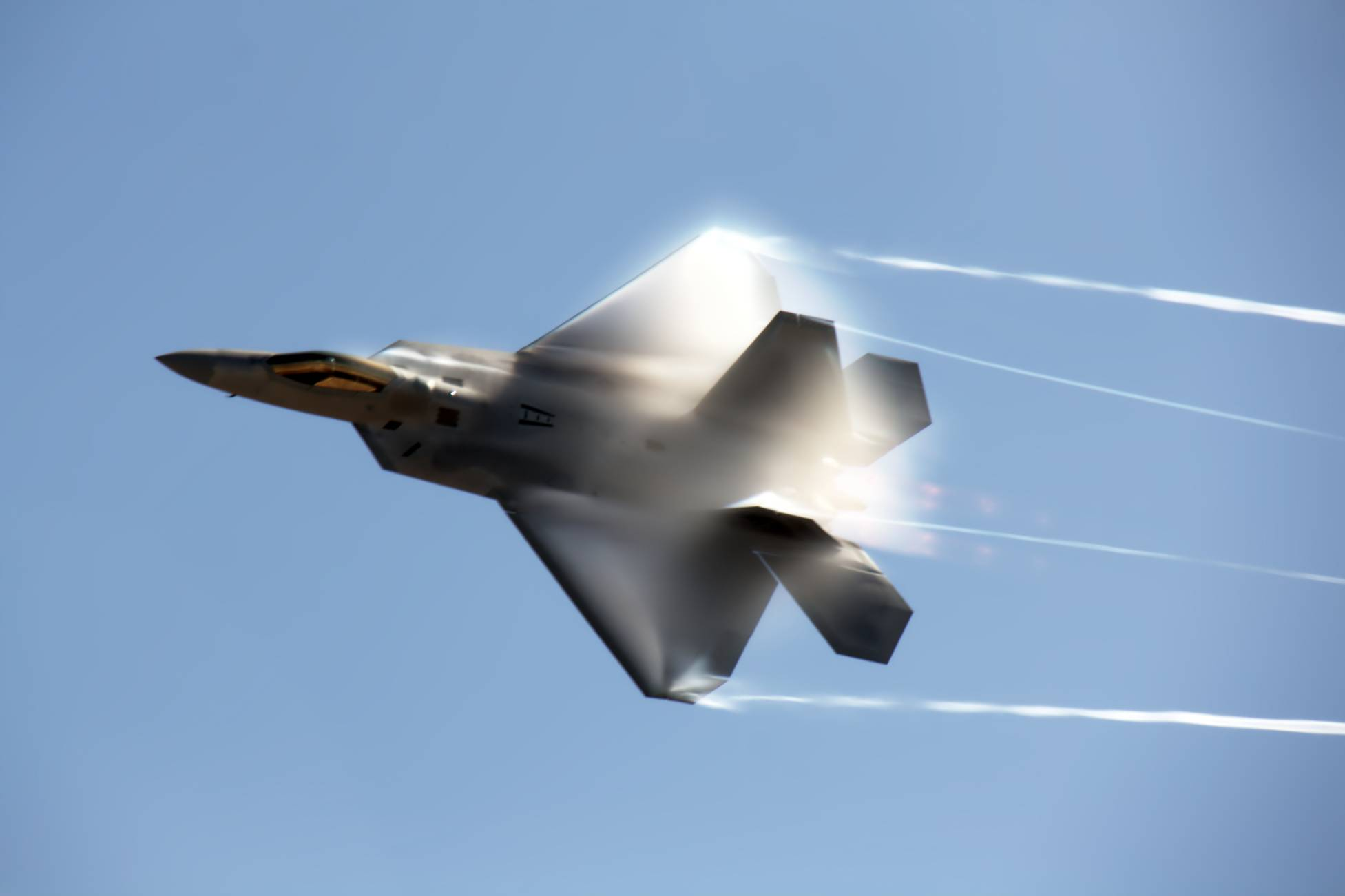
プラントル・グロワート・シンギュラリティで発生した雲を纏うF-22

高いステルス性と先制攻撃を前提とした運用・戦闘スタイルから、世界最高水準の戦闘能力を有するとされる。2006年にアラスカで行われた「ノーザン・エッジ演習」においては、延べ144機を「仮想撃墜」し、F-22は1機の損害も出さなかった。
近年迄においてF-22には実戦経験は無かったが、2014年9月22日夜のシリアにおけるテロ組織ISILの施設空爆作戦にて初めて実戦参加を果たした。ただ、この作戦では誘導爆弾による地上施設への爆撃を行っただけで、対戦闘機戦闘は発生しなかった。F-22の投入はISIL関連施設への空爆を黙認しつつも未だ不安定な関係にあるシリア政府軍の防空システムへの威嚇という側面があり、F-35が実戦配備されていれば任せられるものだった。
F-15を超える機動性や旋回性能などから、有視界戦闘（レーダーに頼らず、目視での戦闘）においても卓越した戦闘力を持つ。なお、F-22は味方機同士でリンクされているため識別は可能となるが、他の航空機や地上のレーダーでは捉えにくいためフェリーなどではレーダーを反射しやすいパーツを取り付けて飛行する。
膨大な演習回数の中には、数少ないながらもF-22が撃墜判定を取られたこともある。アメリカ空軍で行われた模擬空中戦で、電子戦術機EA-18GにAIM-120 空対空ミサイルで撃墜されたと判定された記録がある。このEA-18GにはF-22のキルマークが描かれた。また格闘戦となった際には赤外線捜索追尾システムや目視で捕捉でき、電子装備よりもパイロットの技量が大きく影響するなど機体のコンセプトとは合致しないため、2012年のレッドフラッグにおいてドイツ空軍のユーロファイターに敗北している。このほかにも領空侵犯に対するスクランブルでは対象へ警告と確認のために目視距離まで接近する必要があり、迎撃任務ではアドバンテージが少ないとされる。

### 名称
F-22は対地攻撃用戦術戦闘機という初期構想からF-15の後継機として制空戦闘を主目的とされていたが、再度対地攻撃の比重が増えるものとされて2002年9月に型式をF-22から攻撃機を意味するA（Attacker）の文字を加えたF/A-22へ変更された。しかし、2005年12月に初期作戦能力を得る際に名称をF-22に戻している。現在でも、名称変更に伴う要求性能の変更などは特に発表されていない。従って現在までアメリカ軍機で「F/A-」の形式番号を持つのはF/A-18A-D・F/A-18E/Fのみである。
愛称については、一旦、第二次世界大戦中に活躍したP-38ライトニングにちなみ「ライトニングII」（Lightning II）と名付けられたが、後に「ライトニング」の名はP-38を製造したロッキード社を中心とした共同開発のF-35統合打撃戦闘機に譲られた。1997年4月9日のロールアウトの際に、F-22には猛禽類を意味する「ラプター」（Raptor）の愛称を付けられた。また、この際に航空支配戦闘機（Air Dominance Fighter）というキャッチフレーズを明らかにし、航空優勢（エア・スペリオリティ）や絶対的航空優勢（エア・スプレマシー）以上の意気込みを示した。

### 生産数
冷戦終結による調達数の削減により一機当たりの機体価格が増大し、さらなる調達数削減を招くという悪循環に陥った結果、当初予定に対して著しく調達数を減らしている。
1989年のアメリカ空軍の試算ではATF計画で開発した戦闘機は1994年の会計予算から調達を始め、2007年の会計予算までに750機の発注を見込んでいた。この発注数はアメリカ空軍のF-15全てを置き換えるのに十分な数とされた。さらに当時のアメリカ海軍のNATF (アメリカ海軍先進戦術戦闘機) としても546機の受注を期待され、目標単価はF-15よりも低い3,500万ドルが実現可能とされていた。

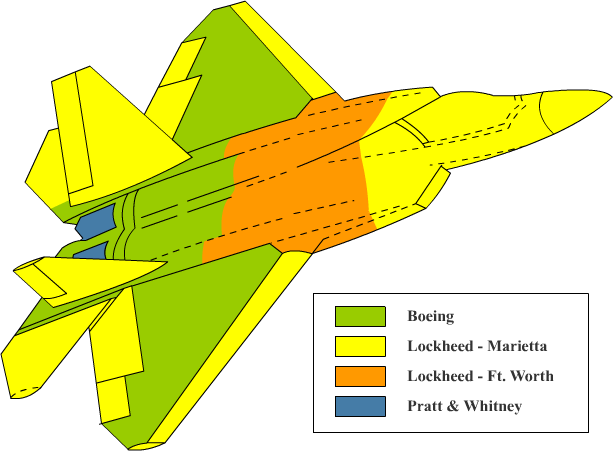
各社の生産開発範囲
ロッキードが前中胴部・主翼・尾翼・動翼部
ボーイングが（緑）後胴部・主翼
プラット・アンド・ホイットニーがエンジン部を担当

F-22選定後は開発元のロッキード・マーティン、ジェネラル・ダイナミクス、ボーイングの三社による共同生産として1995年中盤頃までに13機の試作機の初号機を初飛行させ、1996年末から量産を開始し最終的には航空団5.5個分に相当する648機のF-22Aを受領するとの見通しを立てた。そして1991年予算でロッキード・マーティンに対して単座型F-22Aを9機、複座型F-22Bを2機、計11機を技術製造開発 (EMD) 試験機として発注した。
しかし冷戦の終結でF-22導入の意義が薄れ、技術的問題などによる計画自体の遅滞、開発費の高騰など問題が山積した。このため1996年に複座型のF-22Bの導入が中止され、計画全体でもEMD試験機9機と量産型442機の計451機まで削減された。さらに2001年8月15日に国防調達委員会 (DAB) は、F-22の調達自体は承認したものの生産数は295機まで削減するとした。アメリカ空軍はこれを333機まで増やすために様々な経費削減策を講じたが、結局2005年の配備直前での生産予定数は277機とされた。
実戦配備開始後、主要先進国を襲った世界金融危機などの影響で約150億ドルの費用削減のため生産数は183機へと削減された (2010年時点では187機を予定していた) ため、さらに機体単価は高騰した。187機限りの生産とした場合は2011年に生産を完了し、生産ラインが閉鎖される見込みとなる。このためF-15は全機代替されずに、2025年まで第一線で運用されることとされた。しかし2007年11月2日に起きたミズーリ空軍州兵所属のF-15Cの空中分解事故で、機体疲労に対する全機点検の結果、相当数の機体の老朽化が判明した。この際、応急的にF-16で対処している主力制空戦闘機の穴を埋めるためにF-22導入の前倒しと増産が検討されたが、代替機種としてF-35を充てることとなり、F-22の増産は行われないことが決定した。
2009会計年度の調達分の機体に関しては、既に最終生産機の各部品の製造は担当各企業ではほぼ終了し、そのほとんどがジョージア州マリエッタの最終組み立て場に運び込まれた。2011年12月、マリエッタ工場で最終号機である187号機がロールアウトし、生産が終了した。
アメリカ議会や国防総省内では、F-35の計画遅延や性能に対する不安から、F-22を194機 再生産する案が浮上しているが、空軍参謀副長のジェームズ・ホルムズ中将は2016年3月8日に上院軍事委員会で「20年前の技術で開発された戦闘機に巨額の予算を投じて再生産するのは意味がなく、最新技術を使用して将来にわたり有効な第6世代の戦闘機を開発すべきだ」と反対している。

#### 輸出
アメリカ空軍への配備以前よりロッキード社は同盟国への輸出を検討していた。対象となったのはF-15の導入実績のある日本の航空自衛隊やイスラエルのイスラエル空軍だった。当時の軍事雑誌などにはロッキード社の作成した日本仕様のF-22とイスラエル仕様のF-22のイラストが掲載されるなどした。2001年には当時のクリントン大統領がイスラエルへF-22を優先的に輸出するとの書簡を送っている。
しかし軍事機密の塊であるF-22の技術漏洩が懸念され、1998年のアメリカ防衛予算法に機密漏洩の対策が確立するまでF-22の輸出を禁止する「オビー修正条項」が明記された。2007年には輸出に向けて条項撤廃の動きがあったものの、アメリカ合衆国下院歳出委員会は輸出禁止条項を継続させる決議を採択した。アメリカ合衆国議会も2006年9月27日に、F-22の輸出を2015年まで禁止する条項を国防歳出法に明示した。しかし2009年4月の北朝鮮によるミサイル発射実験と2ヵ月後の地下核実験の強行、2010年の韓国海軍哨戒艦沈没事件及び延坪島砲撃事件の発生、F-35の開発の遅れなど情勢の変化に伴い、その都度日本への輸出解禁の動きや生産継続の議論が行われるなどした。
アメリカ空軍は製造ラインの閉鎖が予定される2010年代以降もF-22J-Exなどの輸出型により生産ラインを維持し、追加購入を取り付けたいとの思惑があった。F-4EJ改の後継として次期主力戦闘機を選定中の航空自衛隊がF-22を採用する場合は、50-100機前後の需要が見込まれたため、ロッキード社からも輸出解禁を求める声が挙がっていた。ただし日本側は三菱重工業のF-2の製造ラインが2011年に閉鎖するのを受け、製造部署維持のためにライセンス生産が望ましいとの見解を示していたため、双方の思惑は一致しなかった。輸出許可の可能性もゼロではなかったため、ある程度の説明活動は行われていたものの、F-22に関する日米間の保全合意は交わされていなかったため、その内容は詳しいものではなかった。なおF-35に関して保全合意が交わされたのは2011年11月のことである。
その後、バラク・オバマ大統領が2011年以降でのアメリカ空軍向けの調達を行わない事を決定し、その結果輸出の必要性もなくなりF-Xには提案されないこととなった。結局、日本の第4次次期主力戦闘機選定に関してはF/A-18E/F、F-35A、タイフーンの3機種が候補となり、2011年12月にF-35Aが選定された。ただしF-22はF-X選定作業開始前から、ステルスや電子装類の高度技術の流出が懸念されており、F-Xに提案された場合でも日本国内での生産は不可能であることが日本側に伝えられていた。
イスラエルにはライセンス生産の意向はなかったが、こちらも輸出禁止処置の為に協議が難航し、導入は実現しなかった。その後、代替としてイスラエルもF-35の導入を決定した。2006年にはオーストラリア空軍がF-22の導入を検討しているとされた。2008年2月には国防長官のロバート・ゲーツがオーストラリアへのF-22を輸出を容認する発言をしているが、やはり輸出禁止措置により実現せず、オーストラリアもF-35の導入を決定した。

### 運用コスト

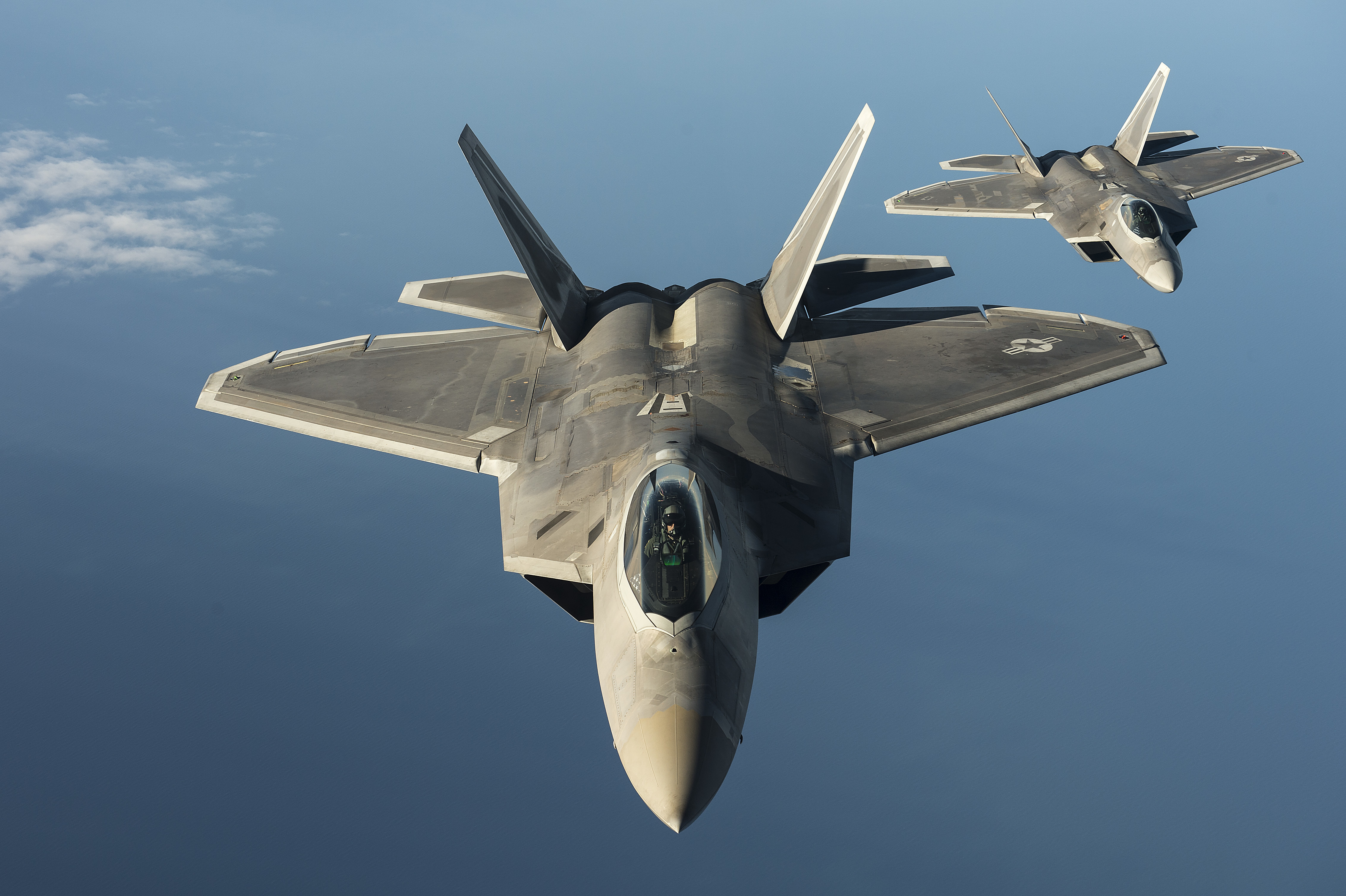
第95戦闘飛行隊所属機

F-22を当初の750機導入する計画の時点では、全体の計画コストは約650億ドルと見込まれていたが、2010年会計年度において既に599億ドルを消化している。また技術製造開発 (EMD) 試験機9機の生産には189億ドルもの費用を要し、先述したATF選定作業の費用を合わせると、227億ドル (当時の日本円で2兆円以上) となる。
一飛行時間あたりの列線整備は0.3-0.7人/時とされる。整備の際は携帯型整備支援装置 (PMA) の端末を機体に接続して自己診断を行う。これにより整備員はPMAの指示に従って異常のある部品の交換を行うだけで整備を完了できる。またB-2の様な機体表面の塗り直し作業は必要としない。

一方で、軍では十分な整備が出来ない箇所や機密部分が多いことで、保守や情報保全の費用などの固定費が既存の戦闘機より増加し負担となっている。また一部パーツの腐食や、機体構造の問題を補修する費用についても高騰傾向にある。
B-2のように定期的な研磨は必要ないが、レーダー波吸収皮膜は雨や擦り傷に弱く、近年の試算によると1飛行時間当たり30時間以上の整備時間と44,000ドル以上の経費を必要としている。

### アップグレード
戦闘可能なブロック3.0ソフトウェアを搭載した初号機は2001年に飛行した。
インクリメント2
最初のアップグレードプログラムであるインクリメント2は、2005年にブロック20以降の機体に実施され、統合直接攻撃弾（JDAM）の使用を可能にした。2007年3月には空対地モードを備えた改良型レーダーAN/APG-77(V)1の認証が完了し、生産ロット5以降の機体に搭載された。
インクリメント3
ブロック30以降向けのインクリメント3.1では、合成開口レーダーによるマッピングとラジオエミッターによる方向探知、電子攻撃、小口径爆弾（SDB）の統合により地上攻撃能力が向上した。2009年に試験が開始され、2011年に最初のアップグレード機が納入された。 酸素欠乏症の問題に対処するため、F-22は2012年から自動バックアップ酸素システム（ABOS）と改良型生命維持装置を装備した。
ブロック35/40以降向けのインクリメント3.2はAとBの2つの部分からなるアップグレードプロセスである。3.2Aは電子戦、通信、識別に焦点を当てたものとなる。3.2Bはジオロケーションの改善とAIM-9XとAIM-120Dを完全に統合するための新しいストア管理システムを含むものである
他のプラットフォームとの双方向通信を可能にするために、F-22はBACN（Battlefield Airborne Communications Node）をゲートウェイとして使用することができる。当初予定されていたMADL（Multifunction Advanced Data Link）の統合は、開発の遅れと米空軍プラットフォーム間での普及が進まなかったために中止された。
2019年5月にインクリメント3.2Bと暗号機能とアビオニクスの安定性のためのソフトウェアのアップグレードが開始された。従来のLink-16受信専用ボックスに代わるMIDS-J（Multifunctional Information Distribution System-Joint）無線機は、2020年までに運用を開始する予定となっている。
その後のアップグレードでは、より迅速な将来の拡張を可能にするために、オープンなアーキテクチャとアジャイルなソフトウェア開発を持つことにも注力している。
2024年には、F-22のミッドライフ・アップグレード（MLU）のための資金調達が始まり、それには新しいセンサーやアンテナ、ハードウェアの刷新、コックピットの改良、ヘルメット・マウント・ディスプレイとキューイング・システムなどが含まれると予想されている。その他の強化点としては、AN/AAR-56ミサイル発射探知機（MLD）のIRST機能や、F-35のものをベースにしたより耐久性の高いステルスコーティングなどが開発されている。
F-22は8,000飛行時間の耐用年数を想定して設計されており、3億5,000万ドルの「レトロフィットプログラム」が実施されている。 さらに耐用年数を延ばすための更新についても調査が行われている。
2021年1月までに、すべてのF-22ラプターはF-22レトロフィットプログラムにより使用可能な寿命が8,000飛行時間延長されることとなるが、最終的には「次世代航空支配（NGAD）」プログラムによる第6世代ジェット戦闘機で置き換えられると予想されている

## アメリカ空軍での運用

### 概要

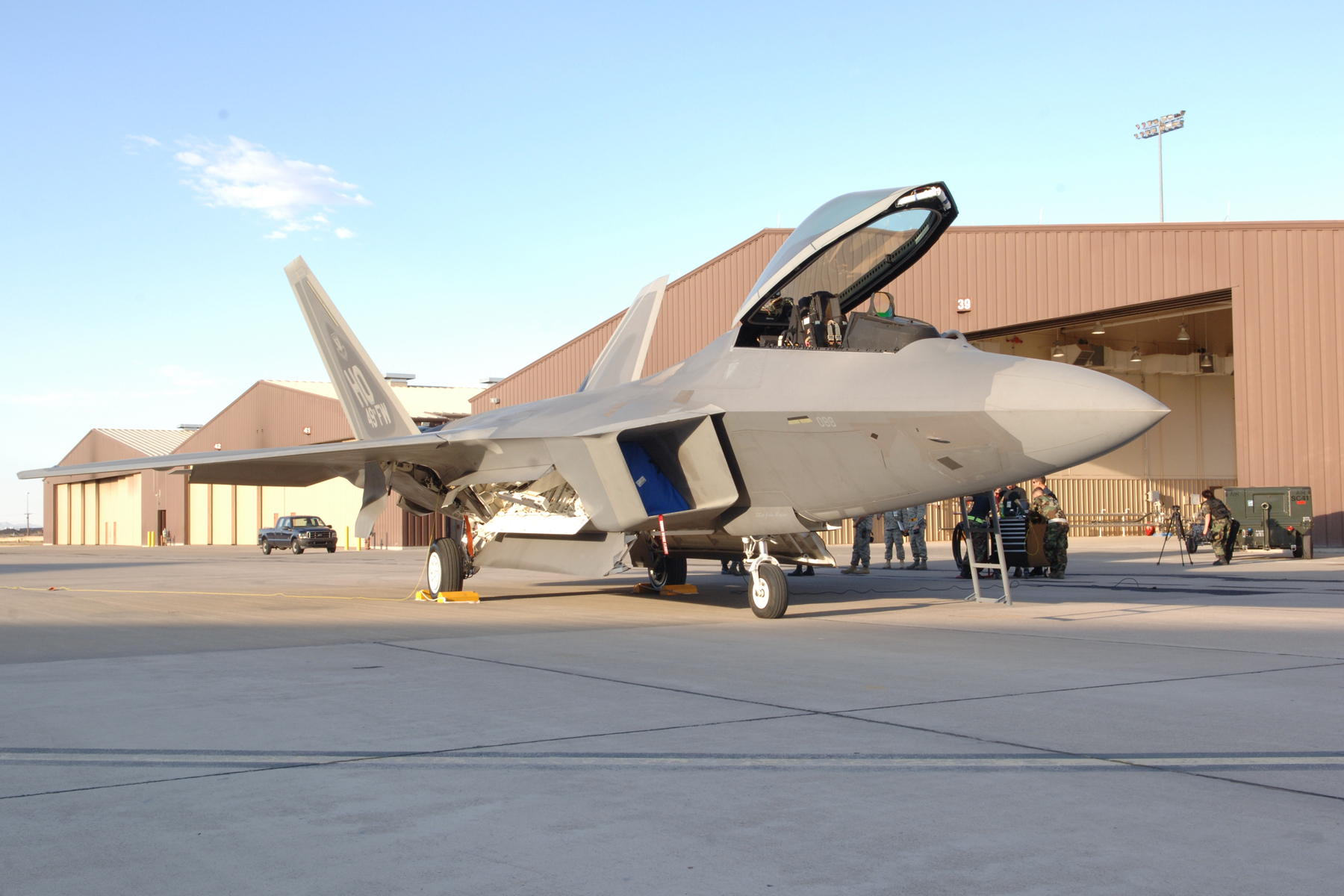
ホロマン空軍基地所属のF-22

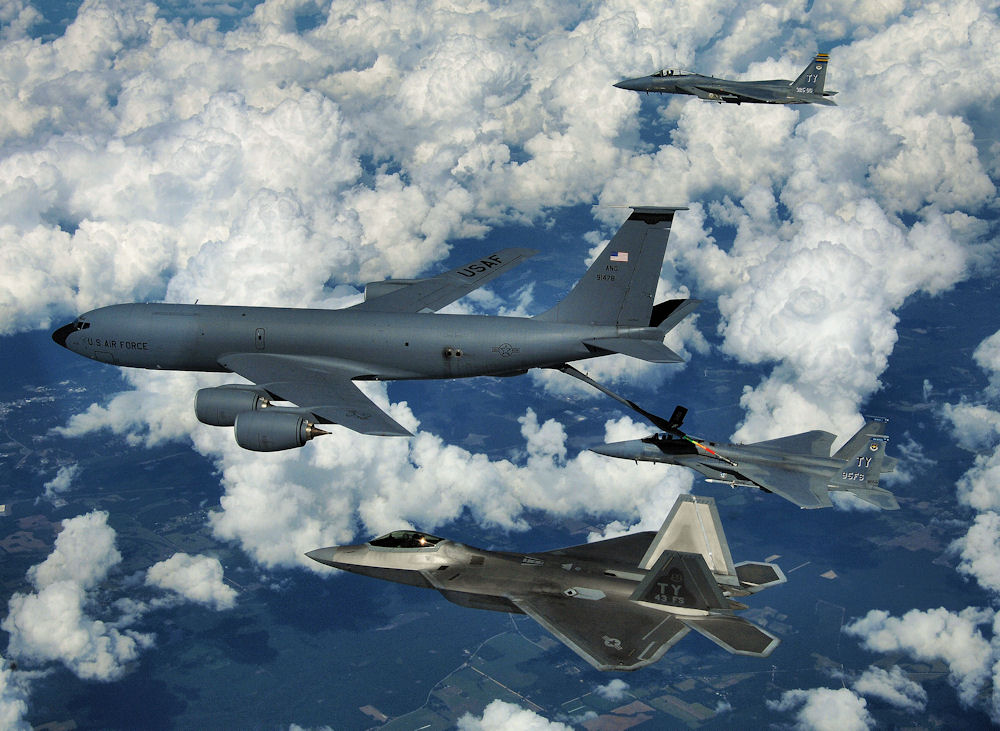
KC-135からF-15と共に空中給油を受けるF-22

F-15の後継機種として順次配備が進んでおり、F-15とF-16のハイローミックス運用を、現在配備中のF-35と共に引き継ぐ予定である。
2003年にフロリダ州ティンダル空軍基地第325戦闘航空団が初めてF-22を受領し機種転換訓練を開始し、2005年12月15日にバージニア州ラングレー空軍基地にある第1戦闘航空団第27戦闘飛行隊が最初の実戦配備完了を発表した。以降、アラスカ州やグアムに展開する部隊への配備を進めている。2007年には、日本の沖縄県嘉手納空軍基地に初のアメリカ国外配備を暫定的ながら実施し、2009年には沖縄への再配備に加え、グアム島のアンダーセン米空軍基地への配備を行っている。
2012年の最終号機引き渡し時点では、転換訓練飛行隊・第43戦闘飛行隊 (フロリダ州ティンダル空軍基地所属)と合わせて、合計7個戦闘飛行隊 (州兵含む) に配備されている。それ以外にも機体を保有せず人員のみで構成される飛行隊が現役、予備役、州兵に合計で4つ編成されている。これらの飛行隊は同じ基地に所属する飛行隊が保有するF-22を共同運用して訓練などを行っている。

### 調達
F-22のEMD試験機9機（製造番号4001-4009）は1991年度予算で発注され、1997年9月7日に1号機が初飛行を成功させる。以降、2号機（1998年6月29日進空）)、3号機（2000年3月6日）、4号機（同年11月15日）、5号機（2001年1月5日）、6号機（同年2月5日）、7号機（同年10月25日）、8号機（2002年2月14日）、9号機（同年4月15日）と、約5年（発注から約11年）を掛けて整備試験用として納入された。1号機はカリフォルニア州エドワーズ空軍基地空軍飛行試験センター第412試験航空団（AFFTC/412TW）のF-22合同試験部隊（CTF）に配備され、1998年5月17日から本格的な試験飛行を開始した。以降のEMD試験機全機がCTFに配備された。EMD試験機の完成時期は約5年と間があるため製造時期により仕様が異なり、1,2号機をBlock 1、3号機をBlock 2、4号機から9号機までをBlock 10と呼んでいる。
EMD試験機に続き、アメリカ空軍は追加試験機の発注を開始した。1999年度予算で第1期量産準備試験機（PRTV-1）として2機（4010,4011）、2000年度にはPRTV-2を6機（4012-4017）、2001年度は第1期低率初期生産（LRIP-1）型を10機（4018-4027）、2002年度はLRIP-2を13機（4028-4040）と発注を続け、全機を第325戦闘航空団（325th FW）（フロリダ州ティンダル空軍基地）の転換訓練飛行隊に配備した。
2003年度にはBlock 20にあたるLRIP-3を、21機（4041-4061）発注した。これらは2005年12月15日にバージニア州ラングレー空軍基地の第1戦闘航空団（1st FW）第27戦闘飛行隊（27th FS）へと配備され、初の実戦部隊として初期作戦能力を獲得した。2004年度には22機のLRIP-4（4062-4083）、2005年度に24機のLRIP-4（4084-4107）を発注した。
アメリカ空軍は実戦配備を目前とした2005年に、2006年度に26機、2007年-2010年度に32機、2011年度に25機の発注を行い、最終的にPRTVと量産型総計で277機を調達するとの見通しを立て、277機のうち8機をネバダ州ネリス空軍基地で運用試験評価に用い、LRIP-1/2の23機は機種訓練用、そして残る246機を24機編成の10個飛行隊に配備運用するとした。予備機が6機と限られるため事故等での消耗を想定し定数を18機とする、または飛行隊数を減らすことも検討した。この検討の内容は、さらなる調達減で後に現実のものとなった。
2007年7月31日に締結した生産ロット7、8、9の60機の多年度契約により183機までの生産が確定した。その後、同年度で製造を継続する場合のつなぎ措置として4機の製造が了承され、翌年度に追加発注された。国防省は2010年度の予算編成に関する記者会見で、既に発注している187機で調達を中止すると発表した。前述した通り、バラク・オバマ大統領が2011会計年度以降でのアメリカ空軍向けの調達を行わない事を決定し、正式に生産の終了が決定する。
引渡しは年20機程度ずつ行われ、2007年8月29日の式典では、100機目のF-22（05-4100）が引き渡された。
2番目の配備先はアラスカ州のエルメンドルフ空軍基地第3航空団（3d WG）であり、F-15Eを運用していた第90戦闘飛行隊（90th FS）に対して2007年から配備が開始されている。同年10月には同戦闘航空団に第525戦闘飛行隊（525th FS）が再編され2008年から配備が開始された。3番目の配備先となったのはニューメキシコ州ホロマン空軍基地の第49戦闘航空団（49th FW）で、それまで運用していたF-117Aに代わり配備が行われ、まず第7戦闘飛行隊（7th FS）、翌2009年からは第8戦闘飛行隊（8th FS）へ配備された（その後、2010年7月29日にアメリカ空軍はF-22配備計画の見直しを発表、ホロマン空軍基地へのF-22配備を中止することを決定した。翌2011年5月に第8戦闘飛行隊が解散、残る第7戦闘飛行隊はティンダル基地へ移動する予定）。
2010年からはF-22最後の実働部隊となるハワイ州ヒッカム空軍基地に所属する州兵空軍第154航空団（154th WG）第199戦闘飛行隊（199th FS）、及び現役の第15航空団（15th WG）第19戦闘飛行隊（19th FS）へ配備された。なお、通常F-22の部隊は一つの基地に機体を保有する現役部隊、そしてそれを共用する機体を持たない人員のみの州兵もしくは予備役部隊が編成されるが、ヒッカム空軍基地に限っては、州兵である第199戦闘飛行隊が機体を保有し、現役である第19戦闘飛行隊がそれを共用する形になっている。
実働部隊以外では前述した第412試験航空団、及び第325戦闘航空団のほか、ネリス空軍基地の第57航空団第443兵器飛行隊や同基地第53航空団第422試験評価飛行隊などに配備されている。
2012年5月2日に最終号機である195号機の引き渡しが行われ、そのセレモニーがジョージア州マリエッタ工場で開催された。最終号機はアラスカ州エルメンドルフ・リチャードソン統合基地の第3航空団に配備される予定である。2012年の時点で、179機保有している。

### 運用形態

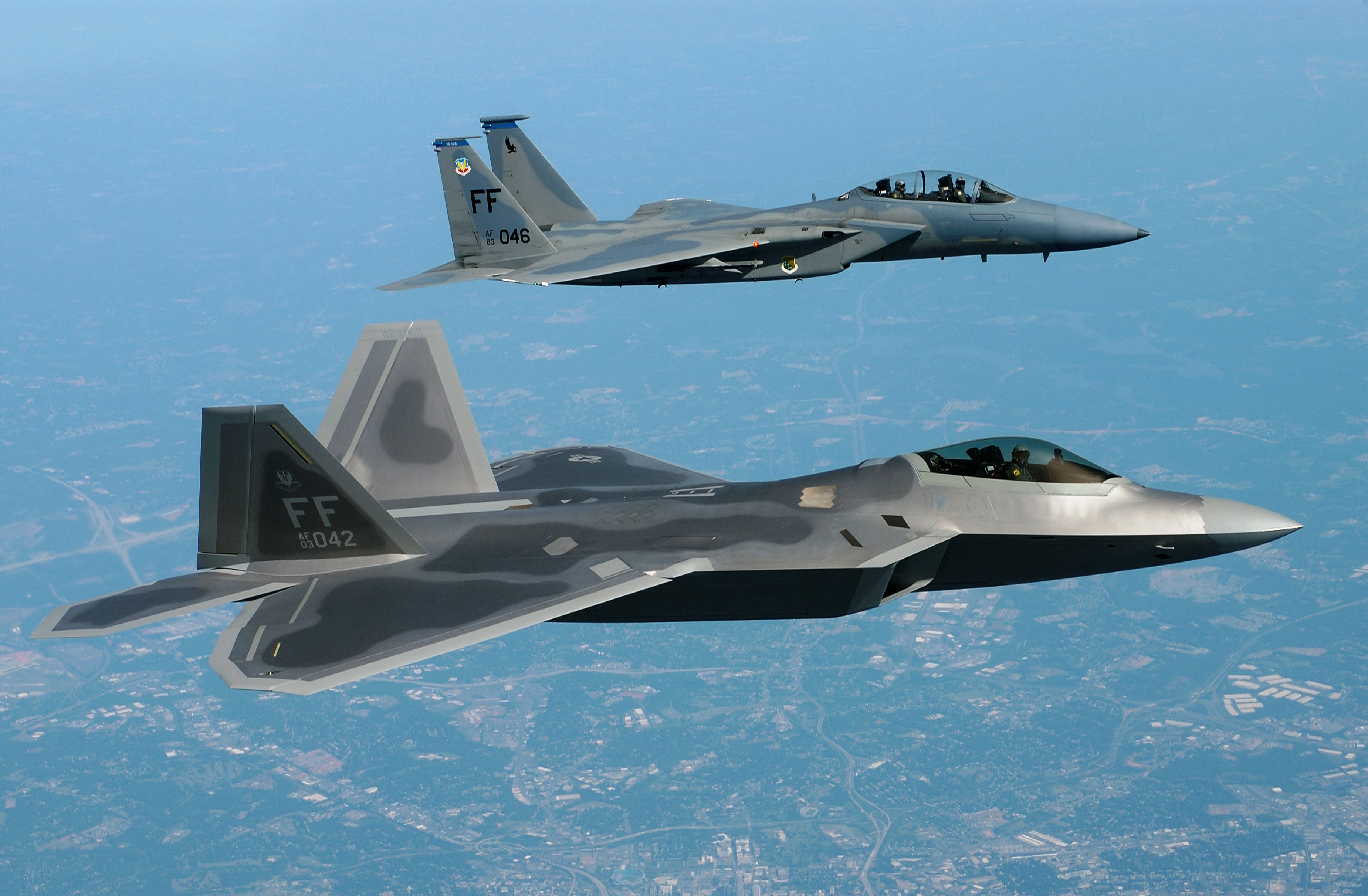
F-15と共に飛行するF-22

アメリカ空軍は現在のF-15とF-16でのハイ・ロー・ミックス運用をF-22とF-35に引き継ぐ予定である。ロッキード・マーティンも、空対空任務を得意とするF-22と、それを補佐し空対地任務も担うF-35による2機種を混合配備する方が、1機種で戦力構築するよりも効率的としている。アメリカ空軍が保有する第4世代ジェット戦闘機と比較しても同じ作戦能力の確保に必要な機数が減少し、それに合わせて全体のライフサイクルコストも低くなる。第4世代ジェット戦闘機440機を必要とする防衛能力を確保する場合、第5世代ジェット戦闘機であればF-22約50機とF-35を約200機で充当可能であるため、30年間の全体のライフサイクルコストは49%低減されるとしている。
F-35についてアメリカ空軍は、通常離着陸 (CTOL) 型を1,763機導入する計画である。この場合、F-22とF-35の調達機数比は1:9.6となる。F-15 (911機) とF-16 (2,244機) の調達比率1:2.46、F-35に代替される予定のA-10 (715機)を加えて1:3.24、さらにF-15E (236機) まで加えても1:3.5、F-15ではなくF-15C (483機) を対象としても1:6.6であることをみると、作戦機に占めるF-22の割合は著しく小さいものとなる。
現在ではこの「ハイ・ロー・ミックス」に代わり「フォース・ミックス」という概念に基づいて調達が行われている。F-22とF-35による2機種混合はコストのみならず、効率良く有機的な航空作戦を行うための編成と言える。
ラングレー空軍基地では配備された機体による曲技飛行隊「F-22 Raptor Demo Team」を結成し、航空祭で機動飛行を披露する他、コックピットからの映像をYouTubeなどに投稿している。

### 事故・損失
2009年3月25日にはエドワーズ空軍基地から北西へ約60キロ離れた地点で墜落事故をおこし、テストパイロットであるデイビッド・クーレー (49歳) が死亡した。
2010年11月16日、エルメンドルフ空軍基地から北方に160kmの地点で墜落。パイロットは発見されなかったが残骸からフライトスーツの一部が見つかり、死亡と結論づけられた。
2011年7月30日、2011年5月から約3ヶ月に渡りF-22全機に飛行禁止措置が取られていることがアメリカ空軍の発表により明らかになった。これらは飛行中のパイロットが一酸化炭素中毒に陥り、意識障害が起きるなどの事態が14件確認されたためとされた。排気ガスがコックピットへ流れ込み一酸化炭素中毒などを起こした可能性が疑われていたが、耐Gスーツのバルブとフィルターに原因があったことが判明した。
2012年11月15日、パナマ市南のティンダル空軍基地近くで墜落。パイロットは脱出に成功し無事だった。原因は不明。
2012年12月7日、199要撃飛行隊の機体が着陸中に両水平尾翼を損壊しながら、真珠湾-ヒッカム共同航空基地に着陸した。事故は真珠湾攻撃の71周年記念式典での儀礼飛行に参加後の帰還時に起きた。修理費用は180万ドルとされた。
2018年10月10日〜10月12日にアメリカ南部を襲ったハリケーン「マイケル」で、フロリダ州にあるティンダル空軍基地所属の機体が少なくとも17機大破した。同基地には55機が配備されており、ハリケーン接近に備えて33機がオハイオ州の基地に避難していたが、残りの22機は同基地に待機していた。
2020年5月15日、フロリダ州エグリン空軍基地北東の訓練場で1機が墜落。パイロットは脱出して無事だった。
2021年3月15日、フロリダ州エグリン空軍基地で飛行中に非常事態に陥った1機が基地に帰還、ノーズギアの問題で機首を接地させて着陸した。

### 配備基地
アメリカ空軍は2022年8月現在、183機のF-22を保有・運用している。第43戦闘飛行隊が2002年にティンダル空軍基地にて再編され2003年以降パイロットのF-22への機種転換訓練を実施している。
| 航空戦闘軍団     |                                      | |
|                  |                                      | |
|                  | ラングレー空軍基地(バージニア州)     | 第1戦闘航空団 - 第27戦闘飛行隊 "Fightin'Eagles" -第71戦闘飛行隊"The Ironmen"(乗員訓練飛行隊) - 第94戦闘飛行隊 "Hat in the Ring" |
|                  | エグリン空軍基地(フロリダ州)         | 第53航空団 - 第422試験評価飛行隊 "Green Bats"                                                                                   |
|                  | ネリス空軍基地(ネバダ州)             | 第57航空団 - 第433兵器飛行隊"Satan's Angels"                                                                                    |
| 太平洋空軍       |                                      | |
|                  | エルメンドルフ空軍基地(アラスカ州)   | 第3航空団 - 第90戦闘飛行隊 "Pair-o-Dice" - 第525戦闘飛行隊 "Bulldogs"                                                           |
|                  | ヒッカム空軍基地(ハワイ州)           | 第15航空団 - 第19戦闘飛行隊 "Fighting Gamecocks"(人員のみ/機体は第154航空団と共用)                                              |
| 空軍予備役軍団   |                                      | |
|                  | エルメンドルフ空軍基地(アラスカ州)   | 第477戦闘航空群 - 第302戦闘飛行隊 "Hellions"(人員のみ/機体は第3航空団と共用)                                                    |
| アメリカ空軍州兵 |                                      | |
|                  | ラングレー空軍基地(バージニア州)     | 第192戦闘航空団 - 第149戦闘飛行隊 "Rebel Riders"(人員のみ/機体は第1戦闘航空団と共用)                                            |
|                  | ヒッカム空軍基地(ハワイ州)           | 第154航空団 - 第199戦闘飛行隊 "The Kukaiumoku"                                                                                  |
| 空軍資材軍団     |                                      | |
|                  | エドワーズ空軍基地(カリフォルニア州) | 第412試験航空団 - 第411飛行試験飛行隊                                                                                           |

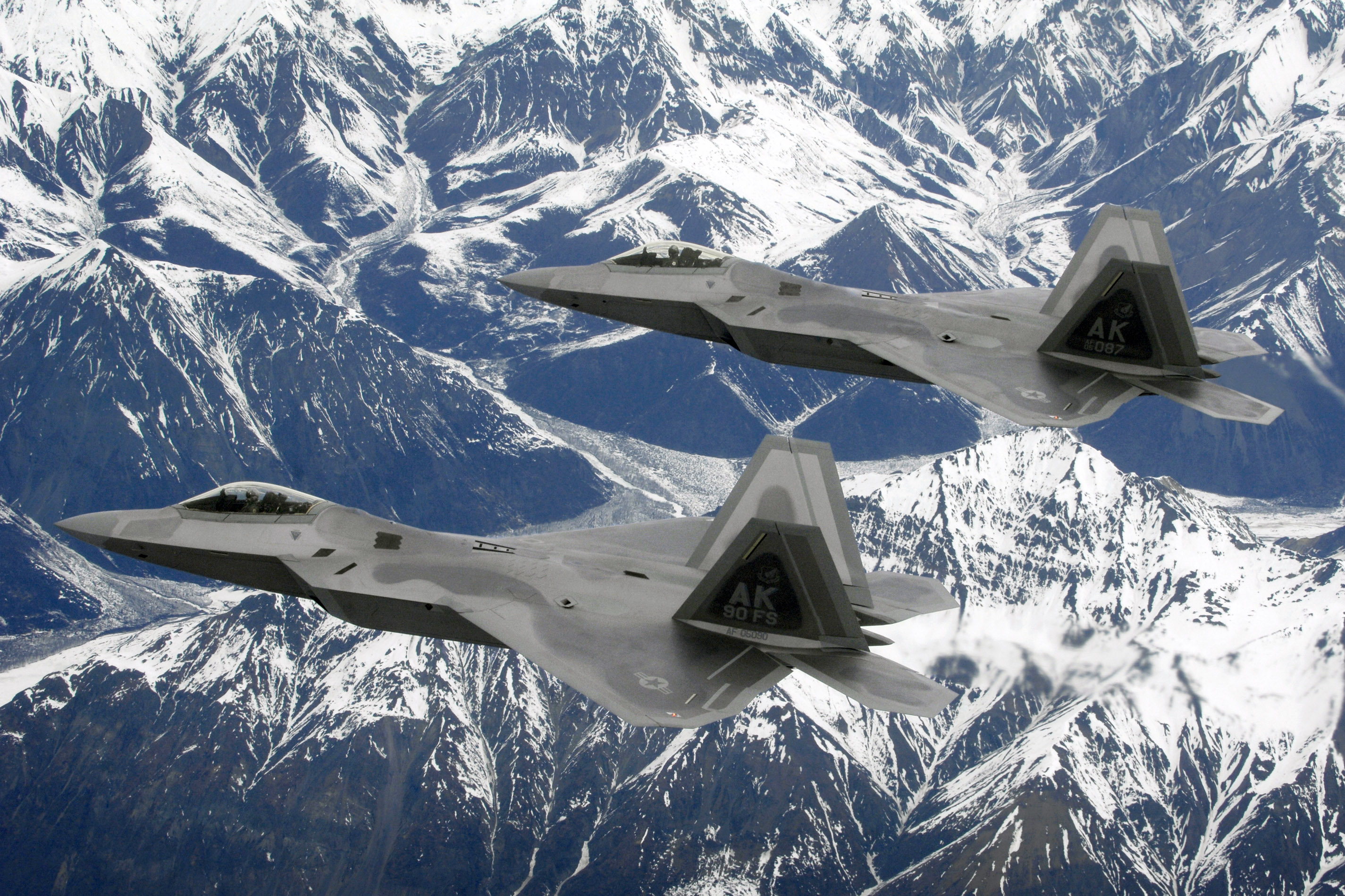
F-22編隊（2008年10月10日）
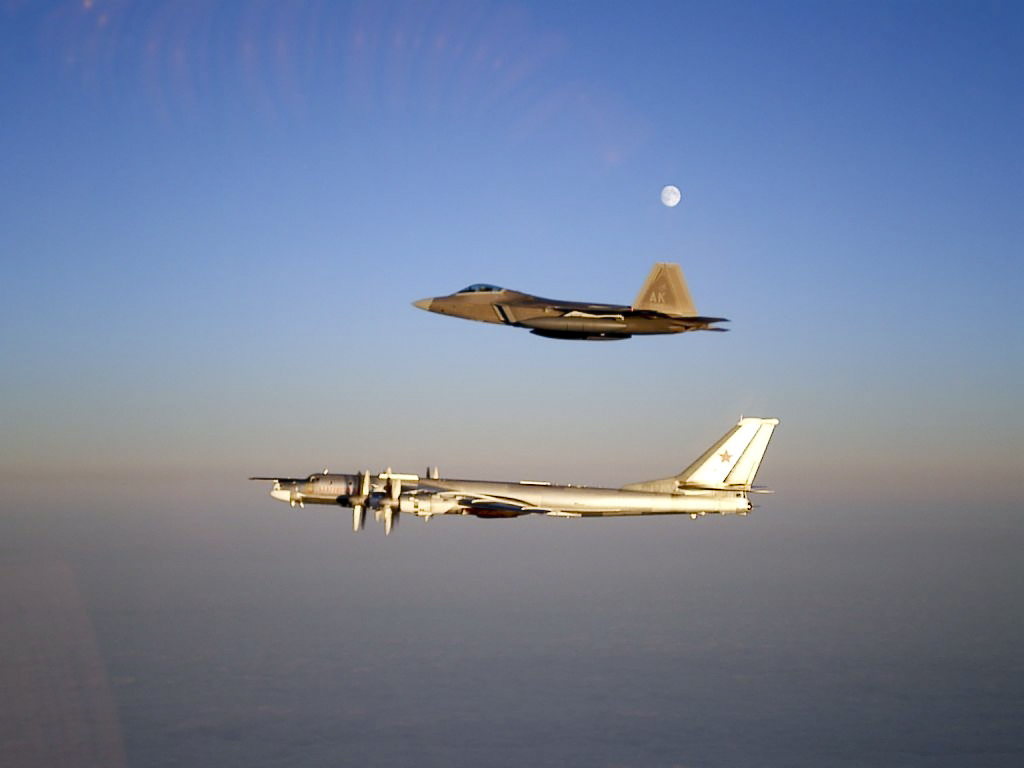
Tu-95を追跡するF-22
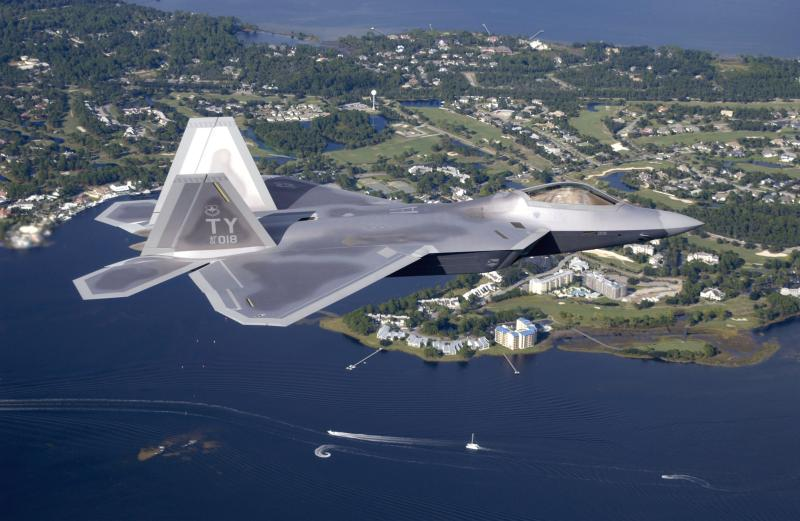
ティンダル空軍基地所属の18号機（4018号機）
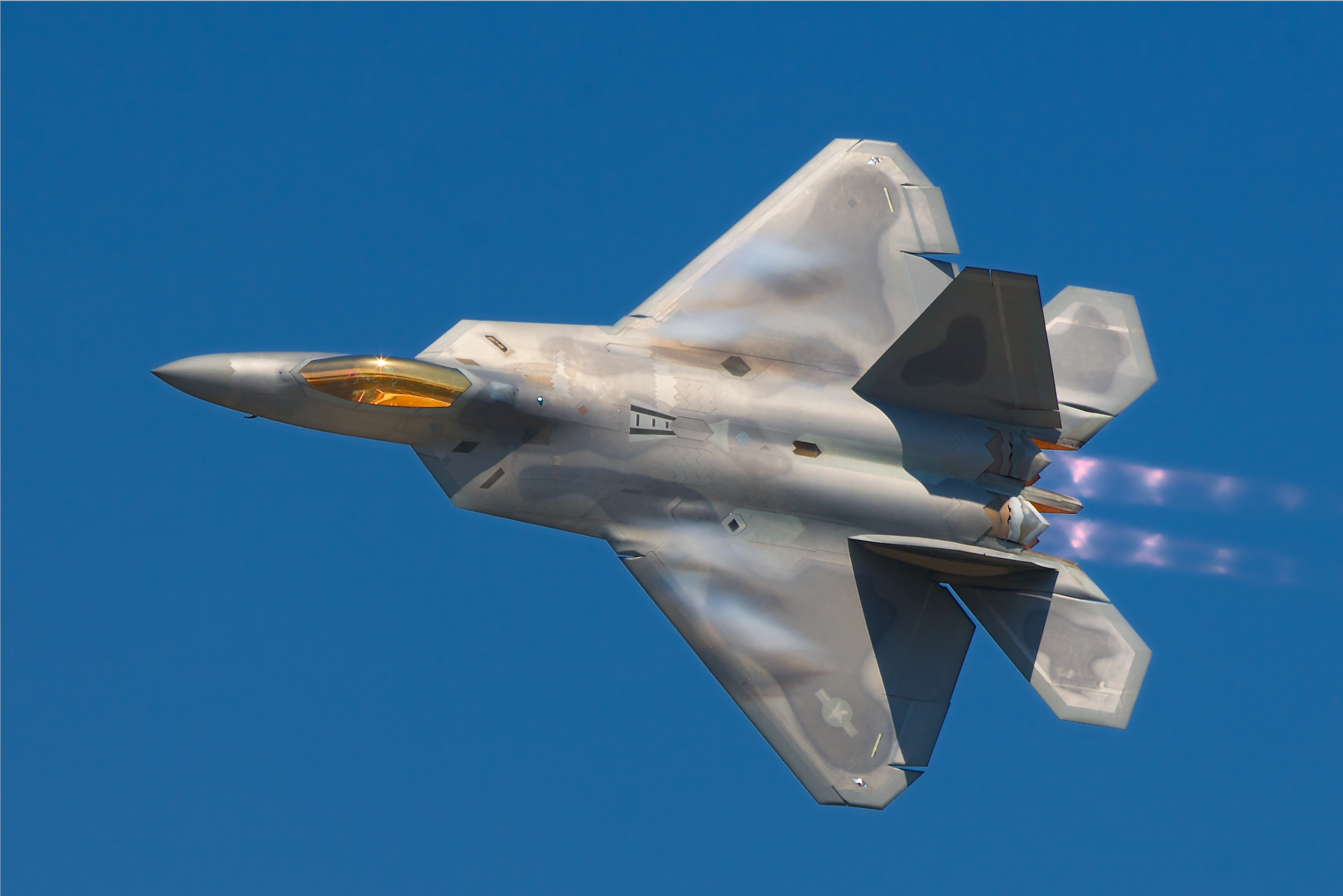
航空ショーで展示飛行を行うF-22（2008年）
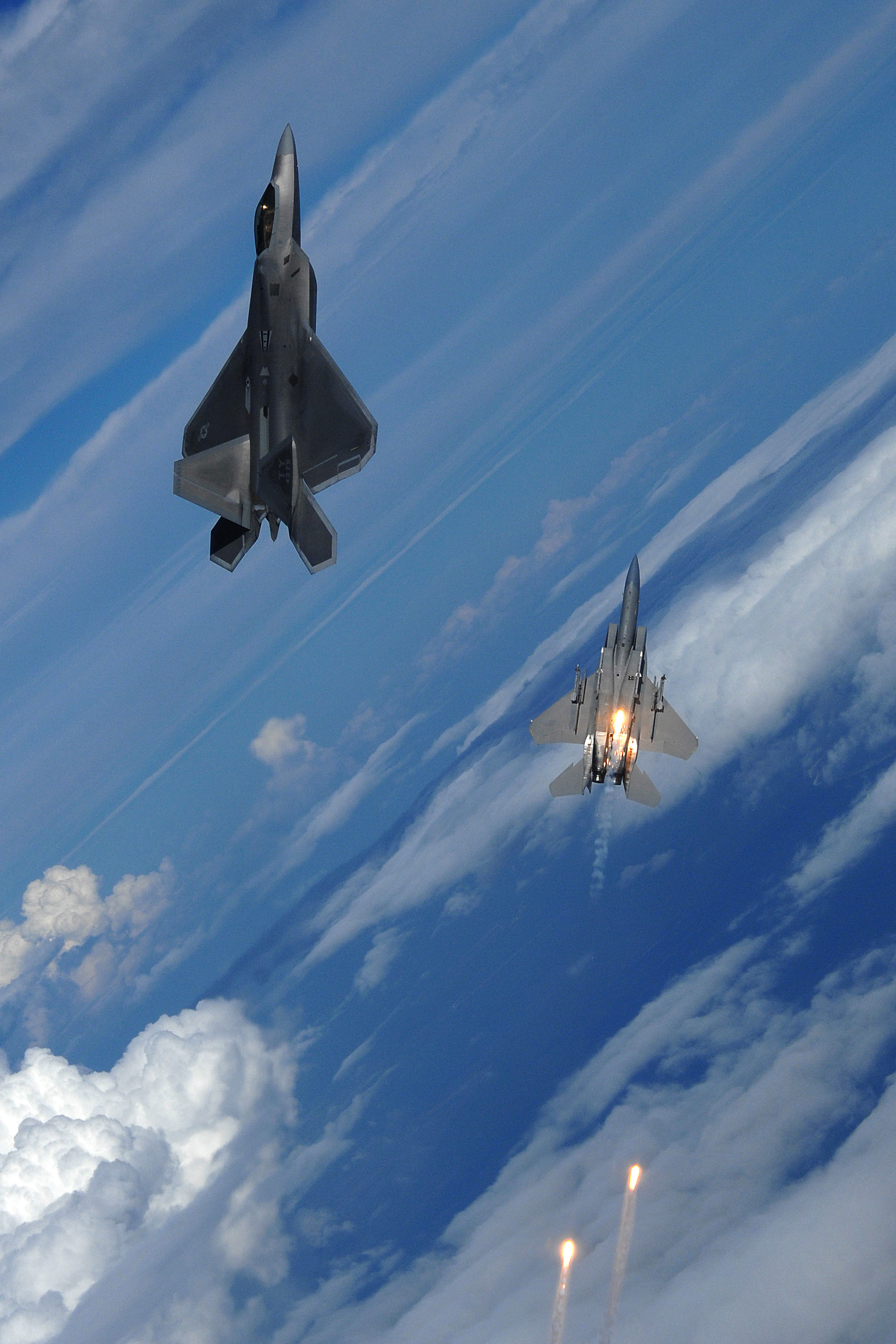
F-22とフレアを放つ第325戦闘飛行隊所属のF-15（2008年9月22日）
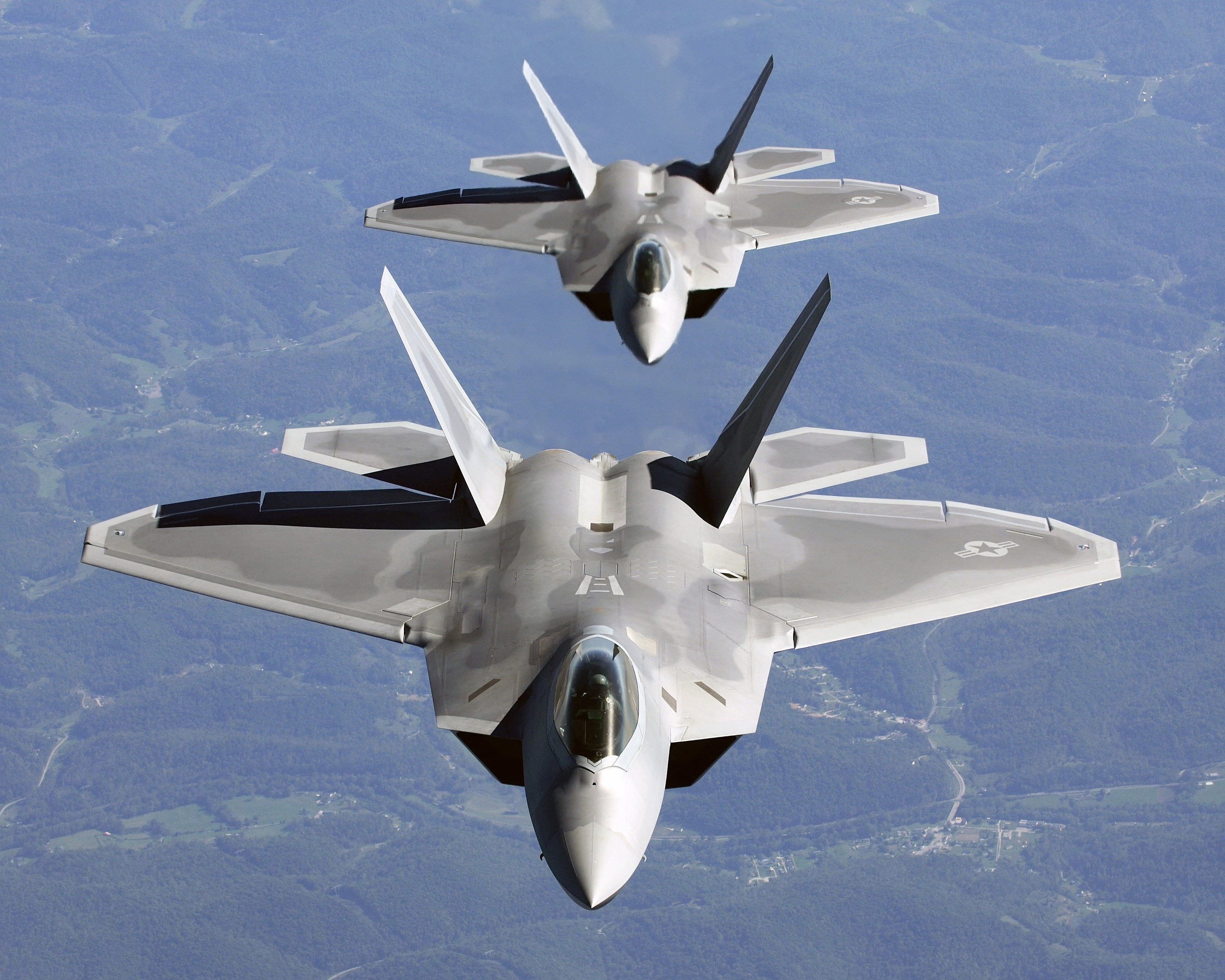
トレール編隊を組んで飛行するF-22（2005年）
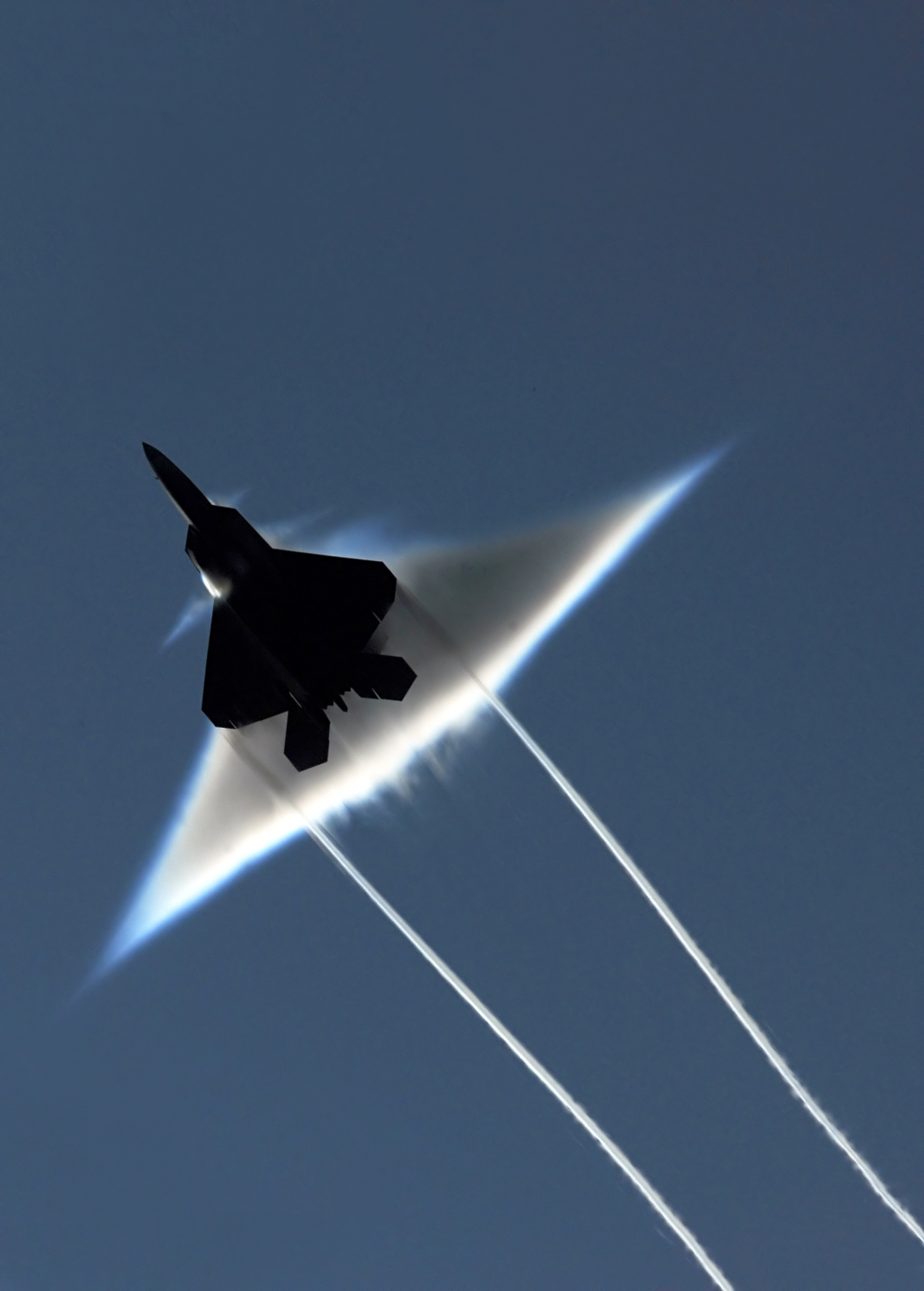
ヴェイパーコーンを発生させながら飛行するF-22
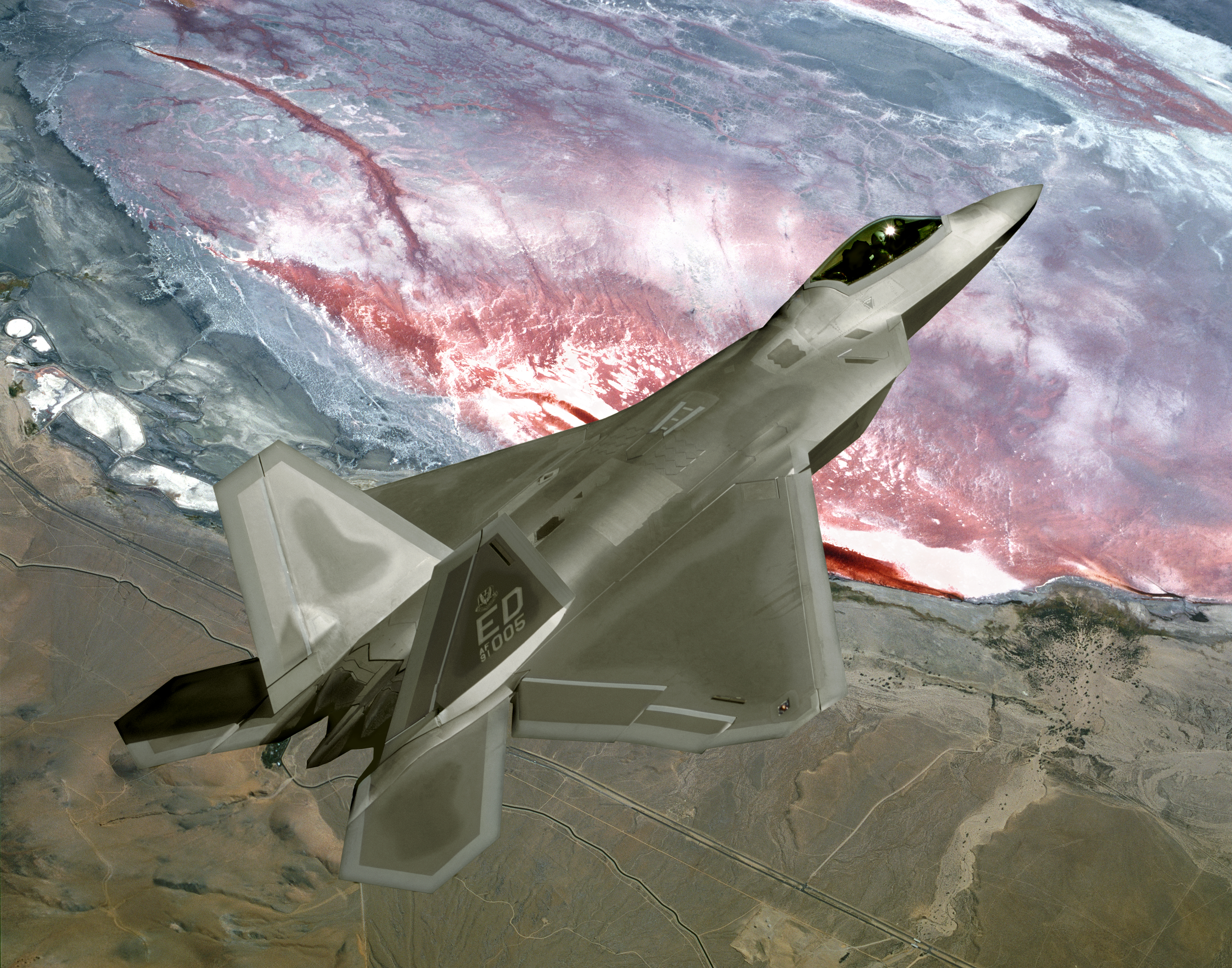
カリフォルニア州で訓練中のF-22（2005年3月28日）

### 日本への一時配備

#### 2007年

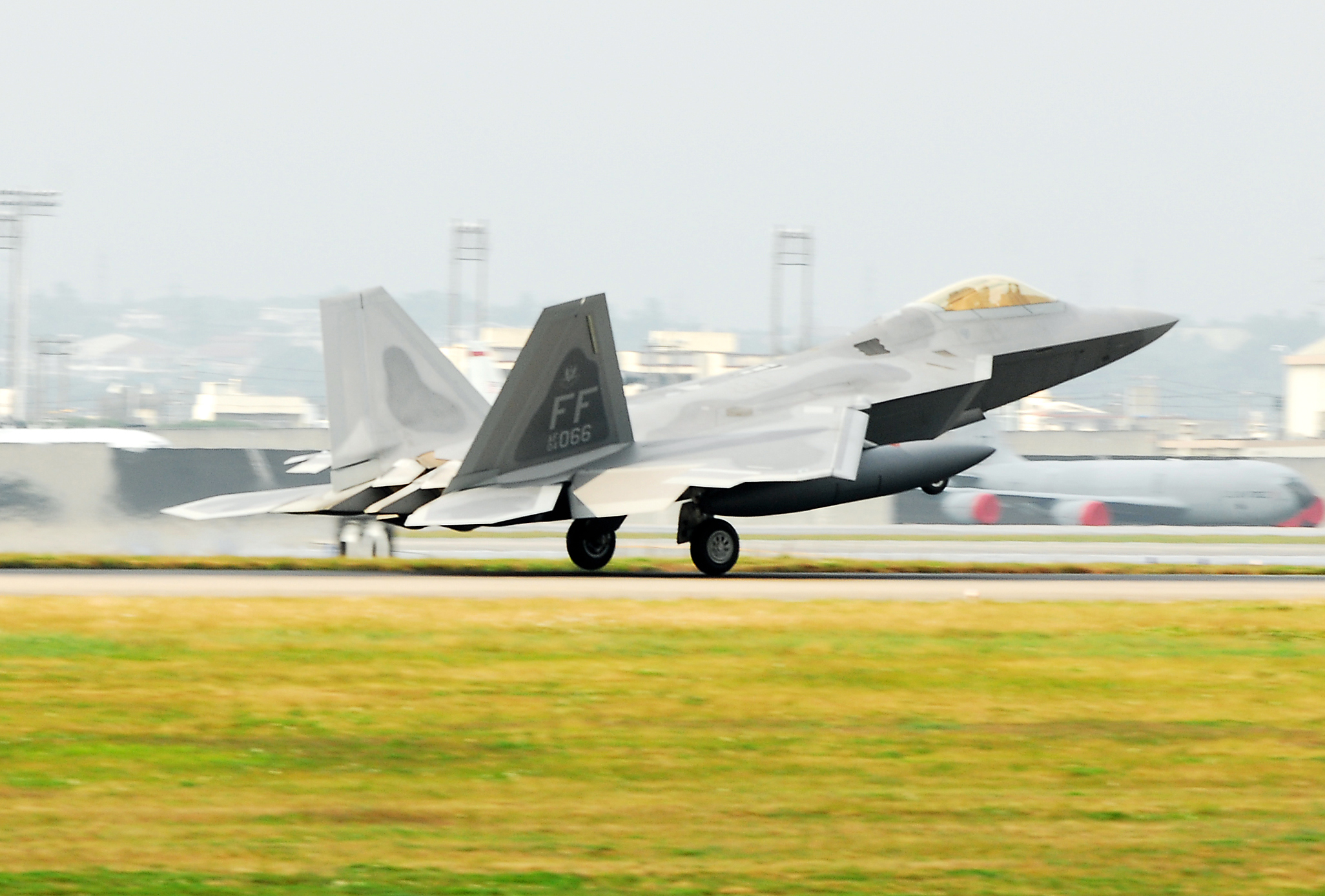
嘉手納基地に到着したF-22A(2007年)

2007年1月、アメリカ政府は戦域安全策の一環としてF-22飛行隊を日本に暫定的に配備することを公表し、バージニア州ラングレー空軍基地に所属する第1戦闘航空団第27戦闘飛行隊のF-22A（12機）を、沖縄県嘉手納空軍基地に2007年2月17日から5月10日まで暫定配備を行った。これはF-22最初の国外配備となった。これに対して、基地周辺の住民からの騒音問題を危惧する声が上がった。騒音について同飛行隊隊長ウェード・トリバー中佐は、第18航空団の騒音削減手順に従って飛行を行う事、騒音レベルがF-15やF-16と同程度である事、アフターバーナーを使用しない事など低騒音化が図れるとの見解を示した。
F-22Aは2月7日に経由地であるハワイ州ヒッカム空軍基地に到着したものの、10日に予定されていた嘉手納への到着は天候不良を理由に翌日に延期され、翌2月11日も「運用上の理由」として延期された。その後、2月17日になって先遣隊の2機が先行して嘉手納に到着、続いて8機が2月18日に到着、残りの2機は遅れて2月21日に到着した。1機に発電機の不具合が生じたためだという。
2月11日に発生した「運用上の理由」について、アメリカ空軍広報局は2月13日に「ナビゲーションシステムに影響するソフトウェアの不具合が見つかった」ためと説明したが、2日後の2月15日に読売新聞は、2月13日まで行われた六者会合で北朝鮮がアメリカにF-22Aの嘉手納空軍基地への暫定配備を中止するよう求めたという報道を行ったため、アメリカの北朝鮮政策の軟化の表れという見方も出た。
これに対して広報局は3月6日に再度「ナビゲーションシステムに影響するソフトウェアの不具合」が、搭載コンピューターの日付更新処理の不具合によるものだったと発表した。詳細な発表は下記の通り。
- 嘉手納空軍基地への移動のため太平洋を横断中、日付変更線を越えた瞬間ナビゲーションシステムに障害が発生した。
- パイロットはシステムの再起動を試みたものの回復しなかったため、航法支援を受けヒッカム基地へと帰還した。
- 基地でのその後の調査により、この障害は搭載コンピューターの日付更新処理の不具合によるものということが判明し、帰還後数時間以内に解決された。
- この手のマイナートラブルは、新型機の配属初期にはよくあることなので、特に重要視しておらず、また、追加のテストを行う予定もない。

嘉手納に展開したF-22Aは、「日米の戦術技量と共同対処能力の向上」を目的として、4月26日・27日に沖縄本島南方空域で航空自衛隊のF-15J・F-4EJ改 戦闘機（各2-4機）、E-767 早期警戒管制機（1機）と共同訓練を行った。訓練にはアメリカ空軍のF-15C（2-4機）とE-3C早期警戒管制機（1機）も参加した。共同訓練は4月26日にアメリカ空軍パイロット7名が那覇基地を訪問して飛行前打ち合わせが行われ、飛行を伴う訓練は4月27日の朝から実施された。4月27日の訓練は、対戦闘機戦闘で日米の対戦形式で行われた。
5月9日にアメリカ政府は日本政府に対して、F-22Aの日本展開を翌日に終了する旨を通告、5月10日午前3時過ぎから昼前までに全機が嘉手納を去った。

#### 2009年

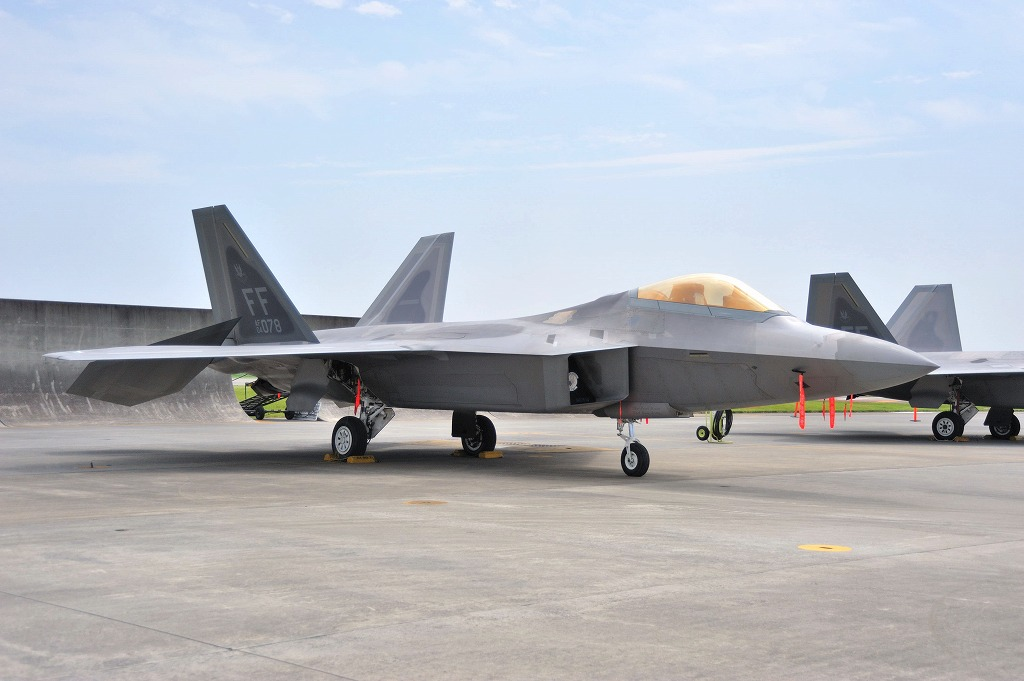
2009年8月横田基地に飛来した第94戦闘飛行隊所属のF-22

その後、2008年12月16日にアメリカ空軍は、F-22を2009年1月から約3ヶ月間に渡って太平洋地域に配備する方針を発表した。沖縄の嘉手納基地に12機、グアム島のアンダーセン空軍基地に12機がそれぞれ配備される予定。アメリカ空軍では今回の配備は西太平洋地域における「地域安全保障パッケージ（Theater Security Package）」に基づくものだと説明している。
日本にF-22が飛来するのは2007年2月来、約1年11ヶ月ぶりとなり、2009年1月10日に嘉手納基地にF-22が飛来した。同30日には報道陣に公開された。
来日後、3月16日から19日まで航空自衛隊戦闘機部隊との2度目の日米共同訓練が実施され、航空自衛隊から那覇基地と小松基地のF-15J、2-4機とアメリカ空軍からF-22、2-4機が訓練に参加した。
5月30日15時28分頃、米バージニア州ラングレー空軍基地所属のF-22が嘉手納基地に飛来した。
7月4日嘉手納基地で行われた『アメリカ・フェスタ2009』にて、日本国内で初めて一般公開された。
8月21日嘉手納基地より横田基地に2機が飛来。これが日本本土初飛来となった。この2機は翌8月22日から8月23日の2日間に渡って開催された『横田基地友好祭2009』に展示され、一般に公開された。なお友好祭終了後、翌日には嘉手納基地へ戻る予定であったが、機体にトラブルが発生して離陸できず、修理完了まで11日間に渡って横田基地に足止めを余儀なくされるという事態が発生した。

#### 2010年
2010年2月11日、アラスカ州エルメンドルフ空軍基地所属で、グアムのアンダーセン空軍基地へ派遣配備されていたF-22 4機が飛来し、一時配備された 。
3月25日には同基地所属で、やはりアンダーセン空軍基地へ派遣配備されていた4機が訓練のために飛来した 。

#### 2011年
エルメンドルフ空軍基地の第3航空団第525戦闘飛行隊所属機が1月12日より順次飛来し、計15機が4ヶ月に渡り一時配備される 。

#### 2012年
8月18日から8月19日の2日間に渡って開催された『横田基地友好祭2012』で2機（08-4155、08-4165）が展示され、一般に公開された。

#### 2016年
1月20日午後、アラスカ州エルメンドルフ空軍基地所属第3航空団(3WG)第525戦闘飛行隊(525FS)の「F-22Aラプター」8機が横田基地に着陸した。その後、22日午後には14機となり、アメリカ太平洋軍の地域安全保障パッケージ(TSP)の一環として、アラスカの悪天候を避けて沖縄県の嘉手納基地に展開し、同時展開のアイルソン空軍基地所属第354戦闘航空団(354FW)第18仮想敵飛行隊(18AGRS)のF-16x14機と嘉手納基地所属第18航空団(18WG)のF-15、E-3、KC-135ほか海兵隊のF/A-18との年次演習「フォースフル・タイガー」を含め約5週間に渡り展開した。北朝鮮への新たな牽制で極東アジアの安定を図ろうとしたとみられる。

#### 2022年
10月27日、英紙フィナンシャル・タイムズ(電子版)は嘉手納基地の第18航空団に所属する第44・67戦闘飛行隊を解隊し、アラスカ州エルメンドルフ空軍基地の第3航空団所属の本機を巡回駐留させ、嘉手納基地に展開するF-15C/Dを置き換えると報じた。実際の駐留開始は不明ながらも、緊張感が高まる台湾有事への対応と思われる。

### 実戦
2014年9月23日に実施された米国主導のシリア爆撃において実戦に初投入された。
2018年9月、アラスカに接近してきたロシアのTu-95戦略爆撃機とSu-35Sの編隊に対してF-22編隊が緊急発進を行った。

2023年2月4日、米空軍はバージニア州ラングレー空軍基地の第1戦闘航空団所属のF-22がサウスカロライナ州沖の領海上空にて中国の偵察用気球にAIM-9Xを発射し破壊したと発表した。これがF-22の初の対空戦闘における公式の戦果となった。2月10日にはエルメンドルフ空軍基地所属のF-22がアラスカ州の上空およそ1万2000メートルを飛行する小型自動車程度の大きさの飛行物体をミサイルで撃墜した。11日にはカナダのユーコン準州上空でも飛行物体を撃墜した。

## 型式・派生型

### 基本型

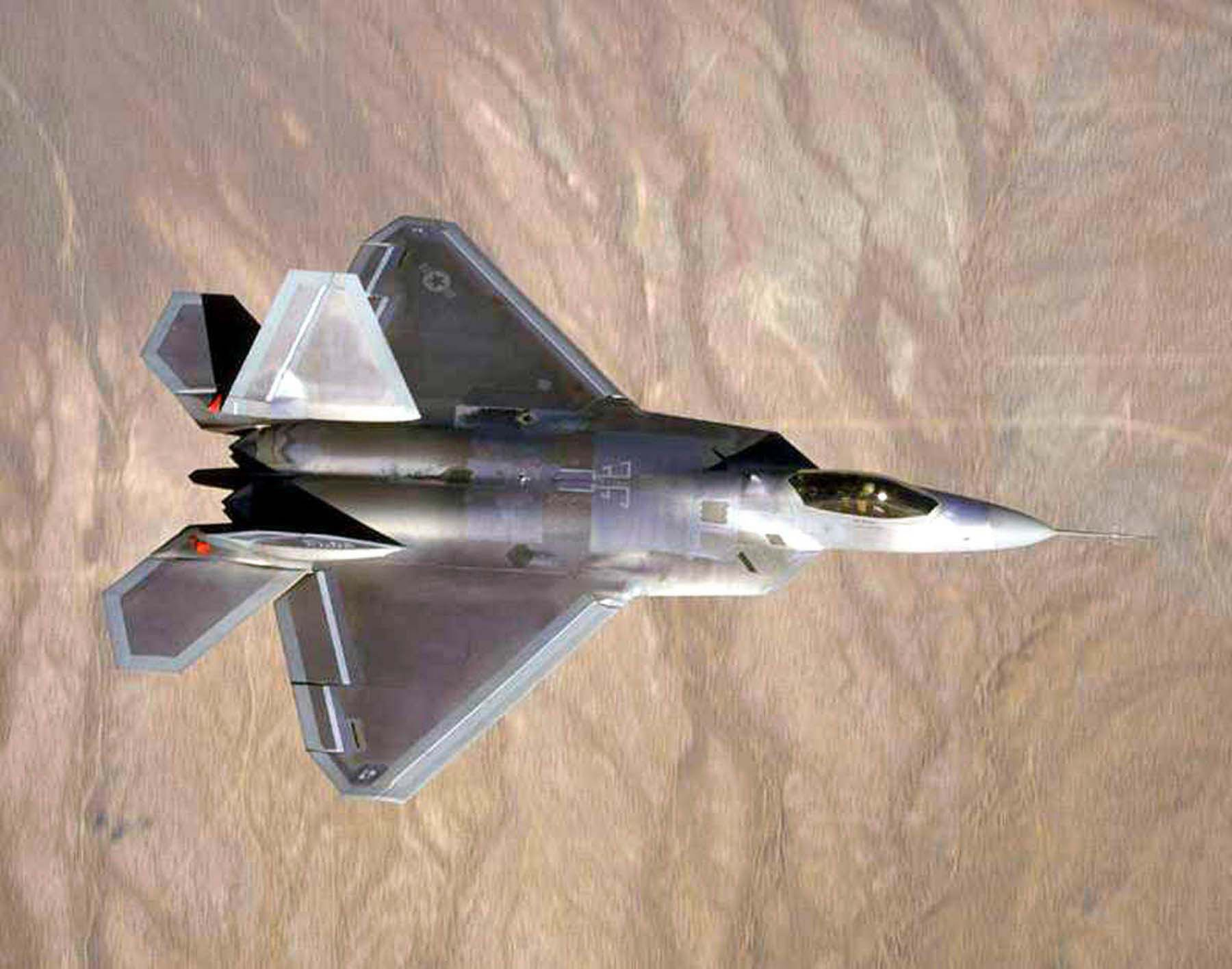
EMD試験機

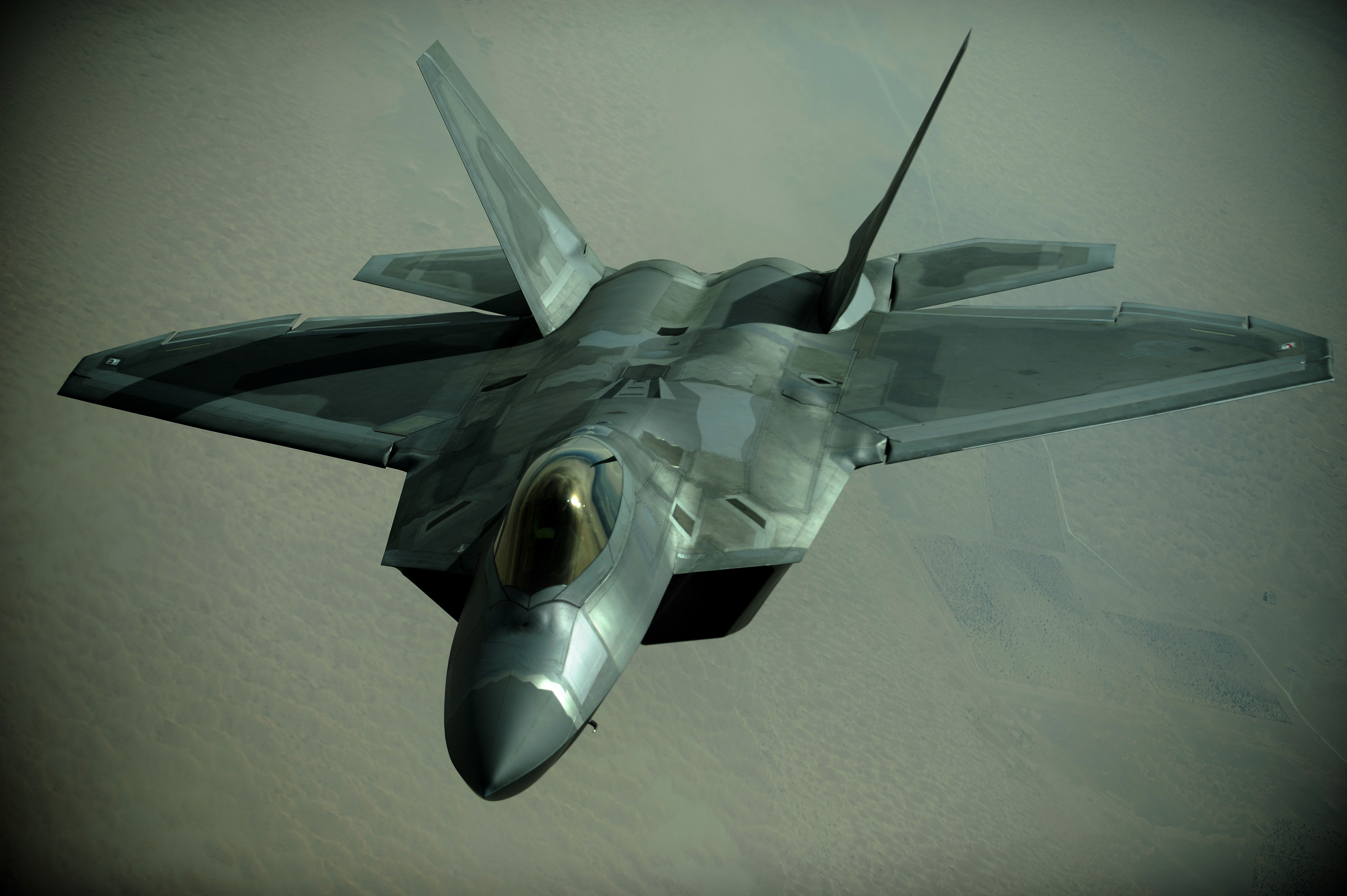
F-22A

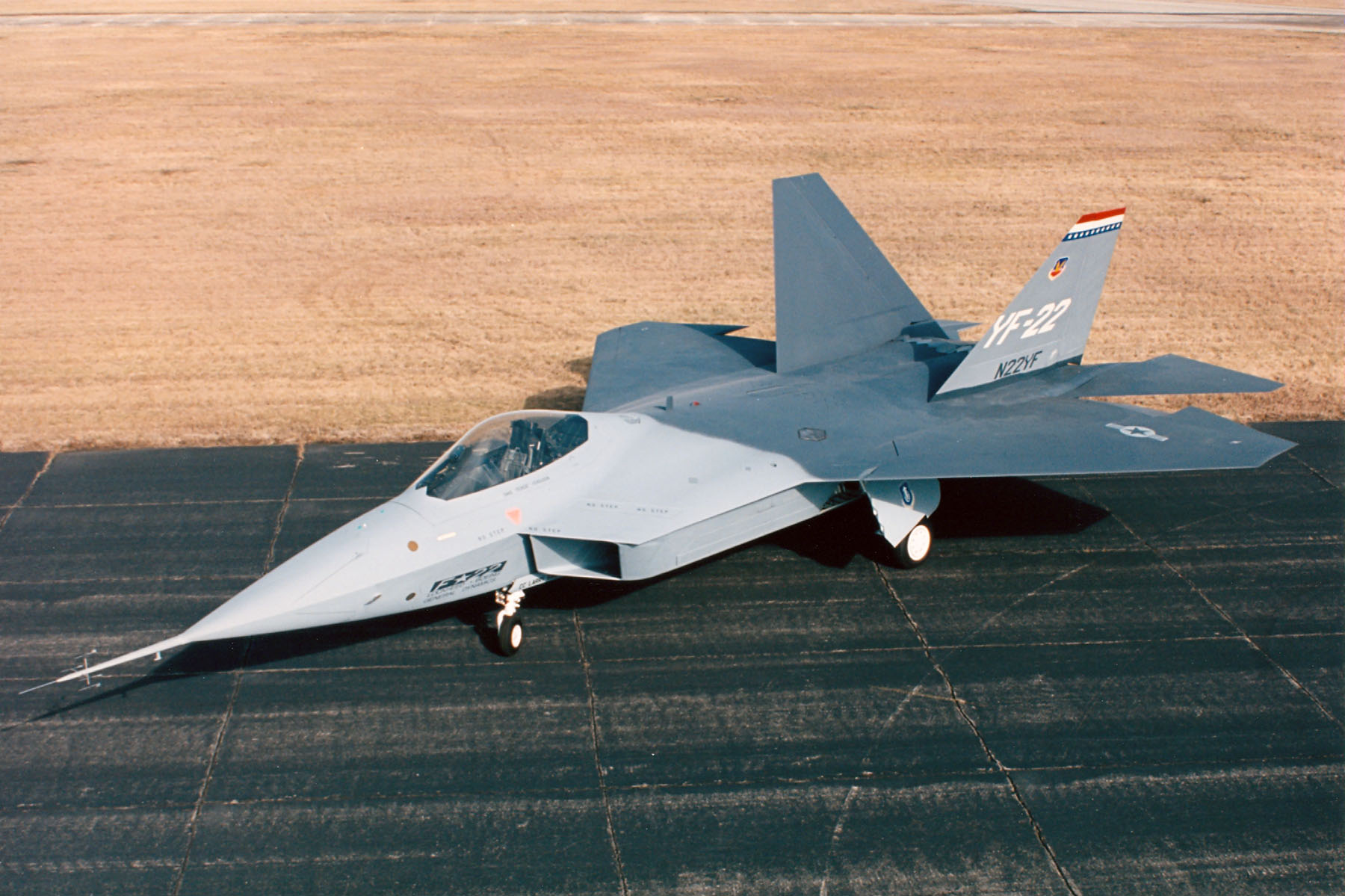
YF-22
ATF計画で開発された試作機。主翼後退角など、細部が量産機と異なる。2機製造され、1号機 (87-0700) にゼネラル・エレクトリック社の「YF120-GE-100」、2号機 (87-0701) にプラット・アンド・ホイットニー社の「YF119-PW-100」がそれぞれ搭載されており、同じ2種類のエンジンを搭載したYF-23との選考の結果2号機が採用され基本型となった。1号機は1998年3月に国立アメリカ空軍博物館に所蔵、2号機も1992年5月26日に展示機として再生された。
F-22（F-22A, F/A-22）
基本型。総計187機製造。F-22Aは複座型 (F-22B) 開発を予定していた頃の名残で、現在でもF-22Aと表記される場合がある。
F/A-22は空対地攻撃能力の強化を受け2002年9月に攻撃機 (Attacker)のAを付け加えた名称であるが、2005年12月の初期作戦能力獲得時に再度名称をF-22 (もしくはF-22A)へ戻している。
Block 1
初期量産型でEMD試験機でもある1号機 (91-4001)と2号機(91-4002) の2機が製造された。1号機は2000年11月2日にライト・パターソン空軍基地で生存性試験に使用されたのちにヒッカム空軍基地へ移動、現在は第43戦闘飛行隊にて2号機と共にGF-22(地上設置)として使用中。
Block 2
EMD試験機の3号機 (91-4003) を1機製造。2004年9月28日にオーバーGを出して以降は飛行せず、2007年にアメリカ空軍博物館に移送・展示された。
Block 10
4号機 (91-4004) から9号機 )91-4009) のEMD試験機、及び第1期量産準備試験機である10号機 (99-4010) から11号機 (99-4011) 、第2期量産準備試験機である12号機 (00-4012) から40号機 (02-4040) までの37機が製造。14号機 (00-4014) が2004年12月20日に、8号機 (91-4008) が2009年3月25日に墜落事故を起こし喪失。
Block 20
41号機 (03-4041) から83号機 (04-4083) まで43機を製造。
Block 30
84号機 (05-4084)から150号機 (07-4150) までを製造。2010年11月16日に125号機 (06-4125) が墜落事故により喪失。
Block 35
151号機 (08-0151) から製造の最終型。
F-22B
訓練用の複座型。冷戦終結に伴う軍備・予算縮小や開発費の高騰、訓練をシミュレータで代用可能となったため1996年に開発中止。
F-22J-Ex
輸出型のF-22。原案は2006年2月にロッキード社がF-22の対日輸出に関してアメリカ空軍高官との協議を持った際に作成された。海外輸出禁止政策への対抗を考慮し、性能・装備をスペックダウンしたモンキーモデルである。

### 派生型
FB-22
ロッキード・マーティン社がアメリカ空軍に提案している派生型の戦闘爆撃機 (暫定爆撃プラットフォーム) 。

F-22N
アメリカ海軍向けの艦上戦闘機。元々はNATF (Naval Advanced Tactical Fighter) 計画として開発が進められたが、後にATFと計画を一本化した。F-22と機体部品を共通し、可変翼を有するとされた。546機の受注が見込まれていたが、1991年に計画中止。
ステルス混合型（仮称）
2030年代に退役が始まる航空自衛隊のF-2後継機としてロッキード・マーティンではF-22J-Exのようなモンキーモデルではなく、F-22の機体にF-35のアビオニクスを搭載することで両者の能力を併せ持つハイブリッド戦闘機を提案している。またステルスコーティングなどに関してはF-35より進化しているため性能はF-22/F-35を超えるとされる。
F-2後継機としてはボーイングが提案するF-15をベースとした機体、BAEシステムズが提案するユーロファイター タイフーンをベースとした機体、X-2の研究成果を反映した国産機の案があるものの、ロッキード・マーティンでは日米同盟や防衛産業を考慮し、日本側の分担比率が50%以上となることを認めている こともあり本命とされた。しかし予想価格が1機2億ドルと高価なことやソフトウェアなど核心的な技術が開示されるかは不明確なため、2018年を予定していた後継機の方針決定を先送りすることも検討された。結果、F-2後継機については2019年に閣議決定された2020年予算で新規開発とされF-22改造案は不採用となった。

## 仕様

### YF-22
出典: 世界の名機シリーズ F-22ラプター <増補版>
諸元
- 乗員: 1名
- 全長: 19.56m （64ft 2in）
- 全高: 5.41m （17ft 8.9in）
- 翼幅: 13.11m（43ft0in）
- 翼面積: 78.04m2 （840ft2）
- 空虚重量: 14,062kg （31,000lb）
- 最大離陸重量: 26,309kg （58,000lb）
- 動力: P&W製YF119-PW-100（2号機）、GE製YF120-GE-100（1号機） A/B付きターボファンエンジン
  - ドライ推力: × 2
  - アフターバーナー使用時推力: 156kN （35,000lb） × 2

性能
- 最大速度: M2.0
- 実用上昇限度: 15,240m （50,000ft）

### F-22
出典: USAF,  F-22 Raptor Team web site, and Aviation Week & Space Technology
諸元
- 乗員: 1名
- 全長: 18.92m （62ft 1in）
- 全高: 5.08m （16ft 8in）
- 翼幅: 13.56m（44ft 6in）
- 翼面積: 78.04m2 （840ft2）
- 空虚重量: 19,700kg （43,340lb）
- 運用時重量: 29,410kg （64,840lb）
- 最大離陸重量: 38,000kg （83,500lb）
- 動力: P&W製F119-PW-100 A/B付きターボファンエンジン、165-173kN （16,780-17,690kg[112][113]）  × 2

性能
- 最大速度: M2.42, 2,575km/h （1,390kt） （高々度）
- 巡航速度: M1.82, 1,960km/h （1,060kt） （高々度）
- フェリー飛行時航続距離: 3,200km  （1,740Mile）
- 航続距離: >2,960km with 2 external fuel tanks  （1,600Mile）
- 実用上昇限度: >20,000m （65,000ft）
- 翼面荷重: 377kg/m2
- 最大推力重量比: 1.08
- * 翼幅荷重：148.01kg/m2

- アビオニクス:

- AN/APG-77 レーダー
- AN/ALR-94 レーダー警報受信機
- AN/AAR-56 ミサイル警報装置
- AN/ALE-52 チャフ・フレア・ディスペンサー

武装
固定武装

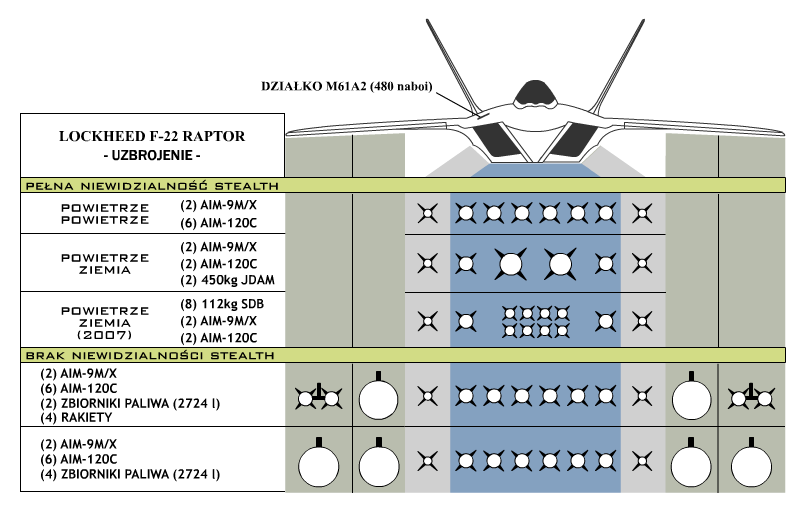
兵装総覧

- M61A2 20mm機関砲（弾数480発）

空対空戦闘時
- 中距離空対空ミサイル（胴体下ウェポンベイ）

- AIM-120C/D AMRAAM×6（AIM-120A/Bの場合4発）

- 短距離空対空ミサイル（空気取り入れ口側面ウェポンベイ）

- AIM-9L/M サイドワインダー×2
- AIM-9X サイドワインダー×2

空対地戦闘時
- 対地誘導爆弾（以下の二つから選択、胴体下ウェポンベイ）

- GBU-32 JDAM（1,000ポンドGPS/INS誘導爆弾）×2
- GBU-39 SDB（285ポンドGPS/INS誘導爆弾）×8
- GBU-53/B SDBⅡ（204ポンドGPS/INS誘導爆弾）×8

※AIM-120C AMRAAM×2を同時携行可。